# Tlemcen
Tlemcen (en arabe : تلمسان, Tilimsān ; en berbère : ⵜⵍⴻⵎⵙⵉⵏ , Tlemsin), Pomaria à l'époque antique, est une commune de la wilaya de Tlemcen, dont elle est le chef-lieu. 
Elle est située au nord-ouest de l'Algérie, à 520 km à l'ouest d'Alger, à 140 km au sud-ouest d'Oran et, proche de la frontière du Maroc, à 76 km à l'est de la ville marocaine d'Oujda. La ville est érigée dans l'arrière-pays et distante de 40 km de la mer Méditerranée.
Ancienne capitale du Maghreb central, la ville mêle influences arabes, arabo-andalouses, ottomanes, berbères, hispano-mauresques, et occidentales. De cette mosaïque d'influences, la ville tire le titre de capitale de l'art andalou en Algérie. Selon l'auteur Dominique Mataillet, divers titres sont attribués à la ville dont « la perle du Maghreb », « la Grenade africaine » et « la Médine de l'Occident ».

## Géographie

### Situation
Le territoire de la commune de Tlemcen est situé au centre de sa wilaya. Elle est située à 141 km au sud-ouest d'Oran, à 547 km à l'ouest d'Alger, à 310 km au nord d'Aïn Sefra, à 91 km de Sidi Bel Abbès et 569 km de Béchar.
| Hennaya   | Chetouane        | Chetouane |
| Mansourah | Tlemcen          | Chetouane |
| Mansourah | Terny Beni Hdiel | Aïn Fezza |

### Relief

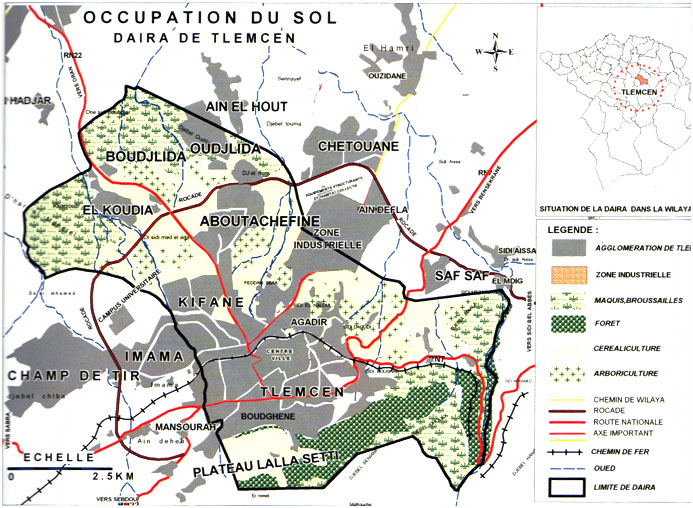
Occupation du sol dans la commune.
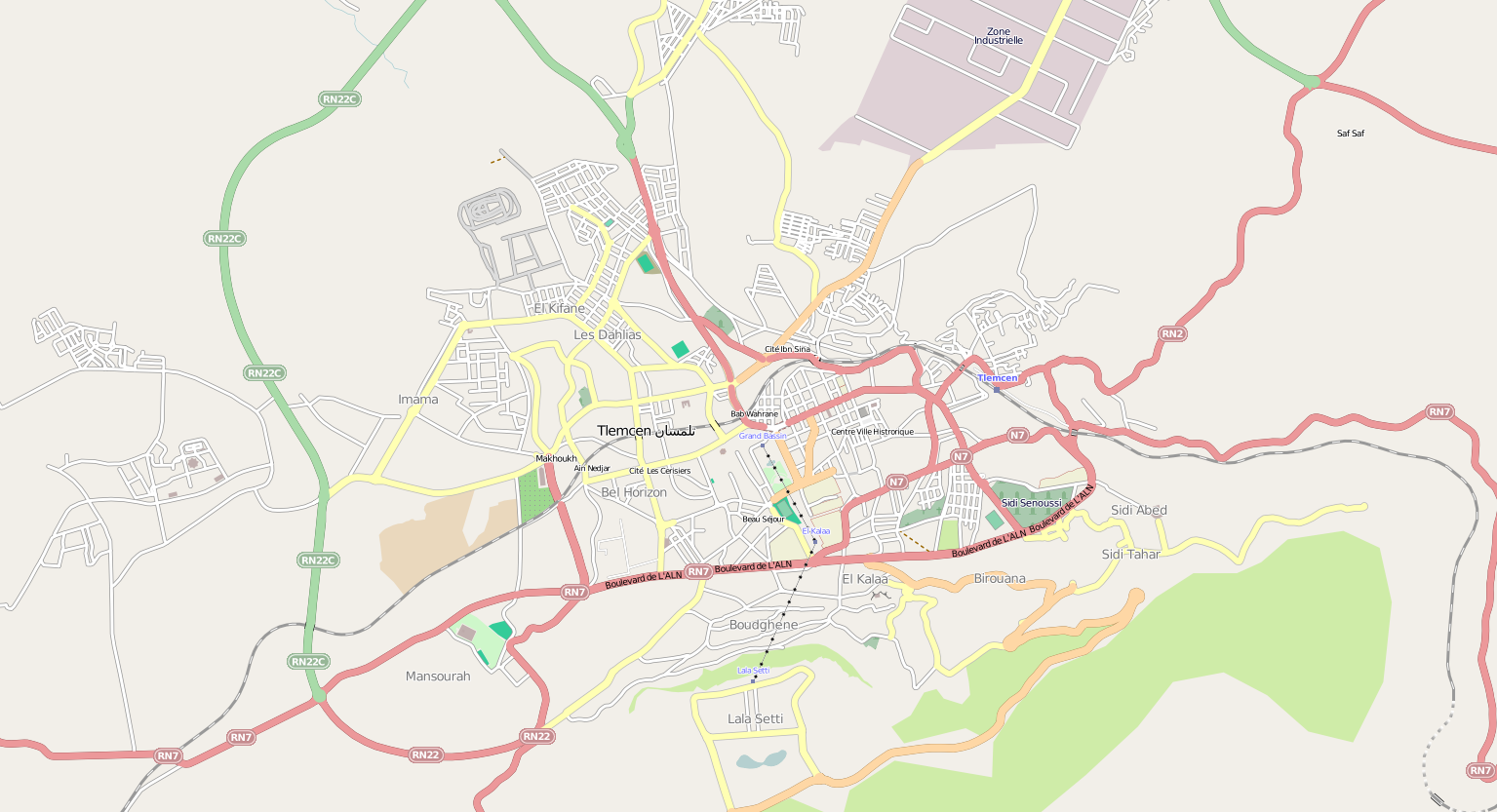
Plan de la ville de Tlemcen et son agglomération.

Tlemcen est adossée aux monts de Tlemcen, sur les derniers plateaux de la Mesta sud oranaise, et tournée vers la mer, que l’on aperçoit à 50 km par la trouée que fait la Tafna dans la chaîne côtière des Trara.
La ville, établie sur un plateau calcaire à 800 m d'altitude, repose adroitement au sud du promontoire rocheux de Lalla Setti, enserrée entre les villages d'El Eubbad à l'est et de Mansourah à l'ouest.
La ville surplombe la haute plaine de Tlemcen qui s'étale à ses pieds, son horizon étant encadré par le massif des Traras. Elle surplombe les plaines de Hennaya au nord et de Maghnia à l’ouest, qui constituent le vaste territoire du Ḥawz irrigué par la Tafna, et l'oued Isser et leurs affluents. En outre les nombreuses sources qui descendent en cascades du massif, offrent à la région oliveraies, grandes et petites cultures, vignobles, bois et pâturages.

### Climat
Cet agencement géologique sert de couloir à l'air marin qui tempère la rigueur des hivers et la chaleur des étés. La région de Tlemcen s'inscrit comme un îlot arrosé au milieu des zones semi-arides de la Moulouya marocaine à l'ouest, de Sidi Bel Abbès et Mascara à l'est et d'El Aricha au sud.
| Mois                              | jan. | fév. | mars | avril | mai | juin | jui. | août | sep. | oct. | nov. | déc. | année |
| --------------------------------- | ---- | ---- | ---- | ----- | --- | ---- | ---- | ---- | ---- | ---- | ---- | ---- | ----- |
| Température minimale moyenne (°C) | 5    | 7    | 8    | 10    | 12  | 16   | 19   | 20   | 18   | 13   | 10   | 7    | 12    |
| Température moyenne (°C)          | 10   | 12   | 13   | 15    | 18  | 22   | 25   | 26   | 24   | 19   | 15   | 12   | 17    |
| Température maximale moyenne (°C) | 15   | 16   | 18   | 20    | 23  | 27   | 31   | 32   | 30   | 24   | 20   | 16   | 23    |
| Précipitations (mm)               | 62   | 52   | 59   | 55    | 38  | 11   | 2    | 5    | 23   | 41   | 61   | 45   | 454   |

| Diagramme climatique                                  |       |       |        |        |        |       |       |        |        |        |       |
| J                                                     | F     | M     | A      | M      | J      | J     | A     | S      | O      | N      | D     |
| 15562                                                 | 16752 | 18859 | 201055 | 231238 | 271611 | 31192 | 32205 | 301823 | 241341 | 201061 | 16745 |
| Moyennes : • Temp. maxi et mini °C • Précipitation mm |       |       |        |        |        |       |       |        |        |        |       |

### Transports
Tlemcen est desservie par l'aéroport international de Tlemcen - Zenata - Messali El Hadj situé à 22 km au nord-ouest de la ville.
La ville dispose d'une télécabine, inaugurée en 2009, qui relie les quartiers ouest de la ville au plateau de Lalla-Seti, à plus de 1 200 m d'altitude ; il est très fréquenté durant le week-end par les familles en quête de divertissements.
Tlemcen est reliée à l'autoroute Est-Ouest, longue de 1 216 km, dont elle est proche de l'extrémité occidentale. Elle permet de relier Tlemcen à Annaba, ville située à son extrémité orientale, en 10 heures de route. En outre, elle est reliée à Alger via la Route nationale 13 et à Oran par la Route nationale 2.
Le transport ferroviaire connaît un nouveau développement depuis le début des années 1990, notamment par la mise en circulation d'un train interurbain reliant Tlemcen à Sabra et qui assure aussi le transport estudiantin. Le transport ferroviaire est marqué, dans les années 2000, par la reprise de la ligne ferroviaire de transport de voyageurs entre Oran et Tlemcen via Sidi Bel Abbès et la réouverture de la ligne reliant Tlemcen à Maghnia. Ces embranchements sur le réseau ferroviaire ont facilité le transport des marchandises et des produits des secteurs économiques de Tlemcen mais également d'Ouled Mimoun, Maghnia et Ghazaouet.

### Localités

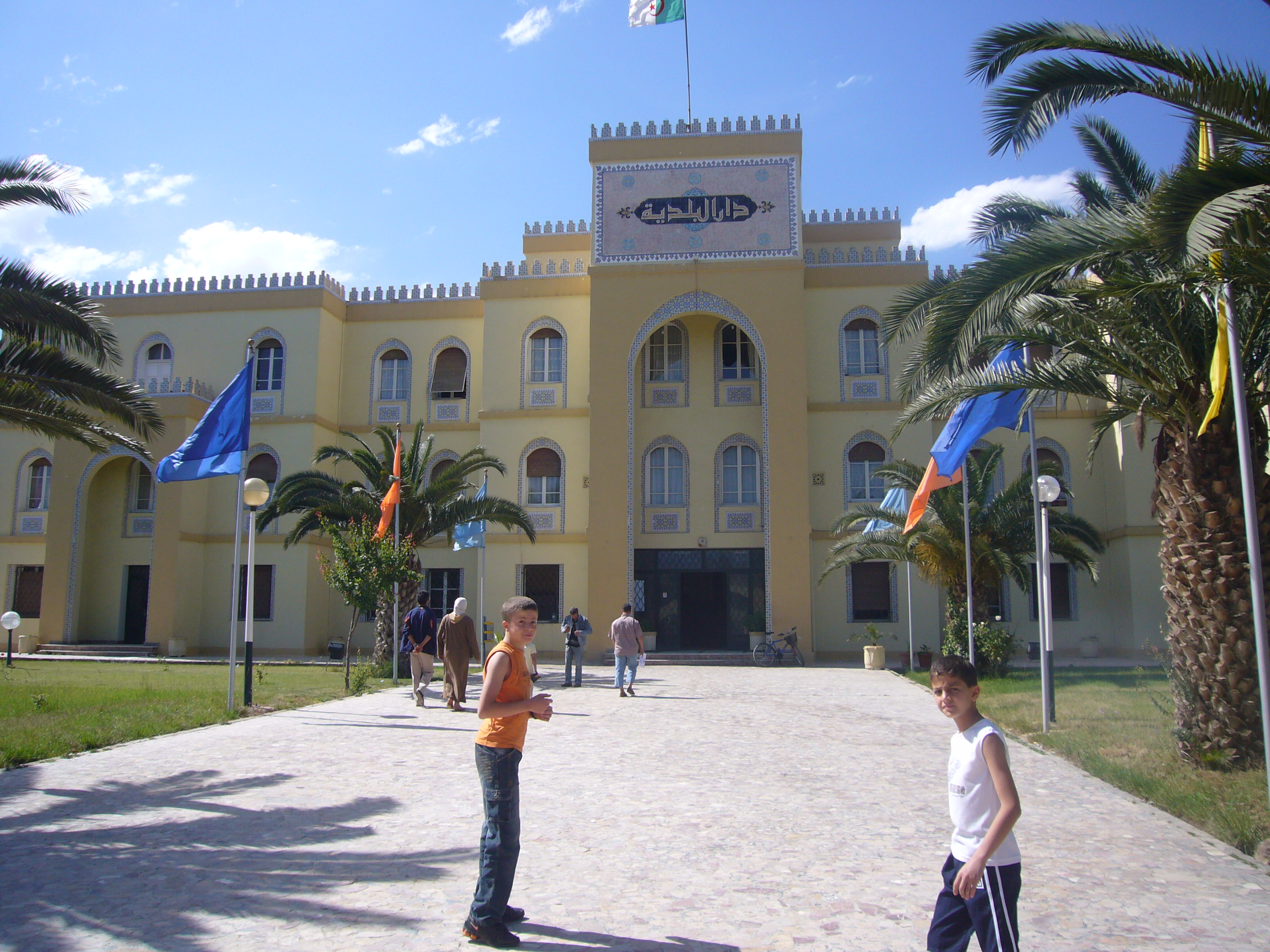
Mairie de Tlemcen.

En 1984, la commune de Tlemcen est constituée à partir des localités suivantes : Tlemcen, Abou Tachefine, Sidi Boumédiène, Kiffane Nord, Koudia et Boudghène.

## Toponymie

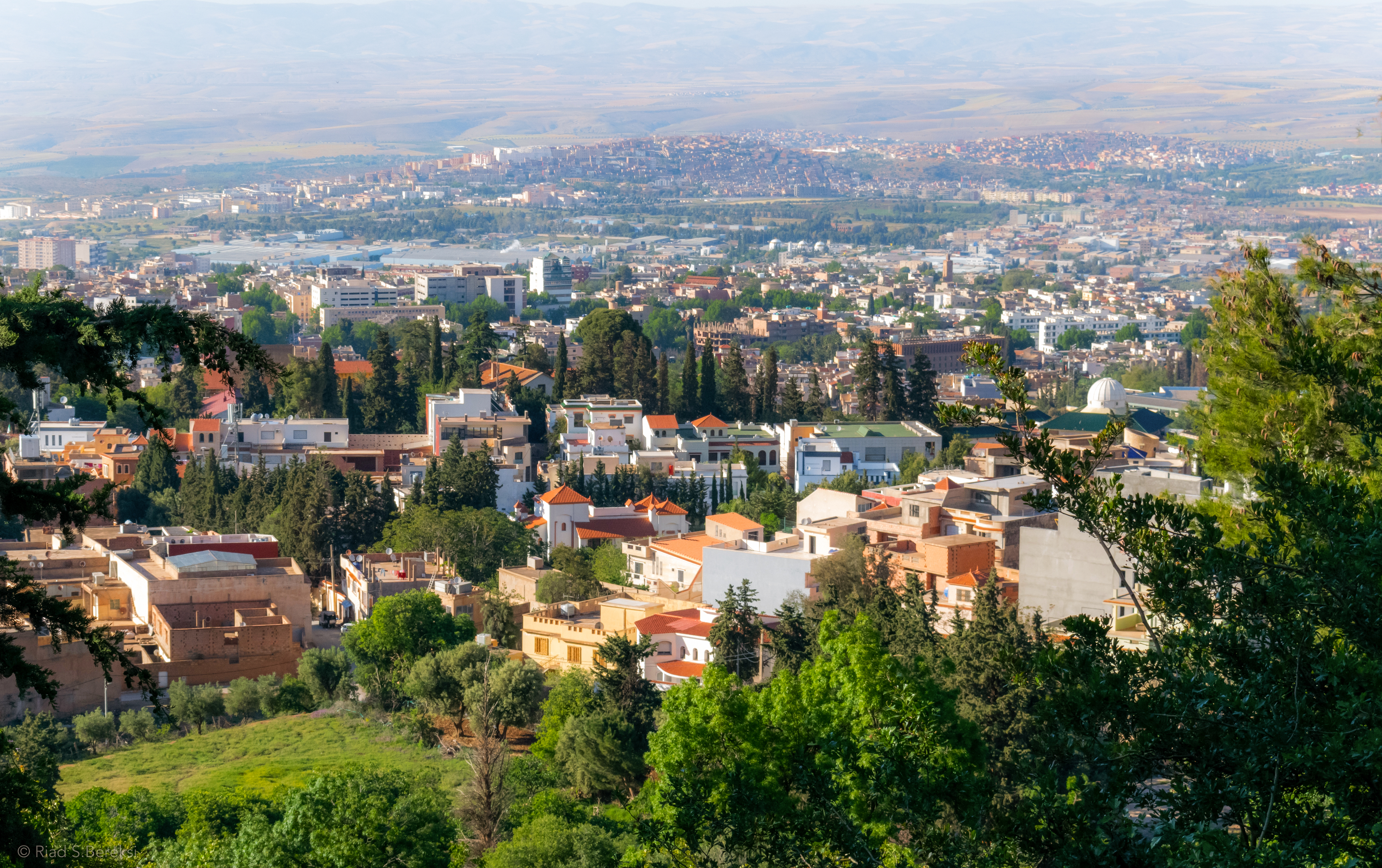
Vue aérienne de Tlemcen.

Selon une première hypothèse, le nom de Tlemcen proviendrait du mot berbère Tilimsan, agglutination des deux mots telem et sin signifiant selon Ibn Khaldoun « composé de la terre et de la mer » ; le mot est cité pour la première fois par Tabari qui mentionne Tlemcen en parlant des Banou Ifren. Quant à Yahya Ibn Khaldoun, il indique que Tlemcen signifierait « le Désert et le Tell ».
Selon une autre hypothèse, le nom de Tlemcen signifierait « sources ou poches d'eau captées », en langue berbère.
Enfin, selon Michel Malherbe, le nom de la ville proviendrait de Tala Imsan, « la source tarie » en berbère. Certains historiens modernes ont rapproché le mot Tlemcen de tilmasit dont le pluriel tilmasin, désigne « la terre ou le champ fertile avec beaucoup d'eau et de vergers ».
Sous le règne des Zianides, la ville a porté sa dénomination définitive qui est Talamsan. A l’époque romaine, elle avait comme dénomination Pomaria qui signifie « verger de pommes » en latin. Après l’islamisation de la ville, elle a changé de nom pour devenir Agadir qui signifie « rocher fortin » en berbère. Sous le règne des Almoravides, le camp implanté à l’ouest lors du siège en 1069, s’est transformé en un nouveau centre urbain, distinct de Tagrart, qui signifie « camp » en langue des Zénètes.
Dans les textes arabes le toponyme de la ville figure sous différentes graphies : Tilimsān ; Tinimsān ; Tlamsin ; Tlamsan ; Tāferzat ; Aqādir ; Ağādir ; Ağadir ; Talšān ; Balnsān. Les auteurs arabes médiévaux la nomment dès le IXe siècle Tlemcen, même quand ils font la distinction entre deux villes : Agadir  et Tagrart, ces auteurs mentionnent que Tlemcen est divisée ou constituée de deux villes. La ville est appelée aussi Madīnat ou Arḍ al-Ḏjidār (« la ville du Mur) » par allusion au mur dans le Coran.

## Histoire
Pour un article plus général, voir Histoire de l'Algérie.

### Préhistoire
La proche région de Tlemcen a été habitée à l'époque néolithique. Les grottes situées dans la proximité et les artefacts découverts témoignent de la présence humaine dès l'époque préhistorique, ce dont témoigne la découverte en 1875 par Gustave-Marie Bleicher de haches polies dans les grottes de Boudghène. En 1941, M. Estaunié[Qui ?] a mis au jour, à Bab El Qarmadin, un magnifique polissoir néolithique actuellement conservé au musée de la ville.
Il existe trois gisements préhistoriques importants dans la région : le lac Karar à 1 km au sud de Remchi, les abris sous roches de la Mouilah à 5 km au nord de Maghnia et le gisement dit « d'Ouzidan » à 2 km à l'est d'Aïn El Hout. Les abris de la Mouilah et de Boudghène présentaient les meilleures conditions d'habitat pour l'homme préhistorique qui s'y est fixé durablement.

### Antiquité

Localisation des cités romaines de l'Afrique romaine.

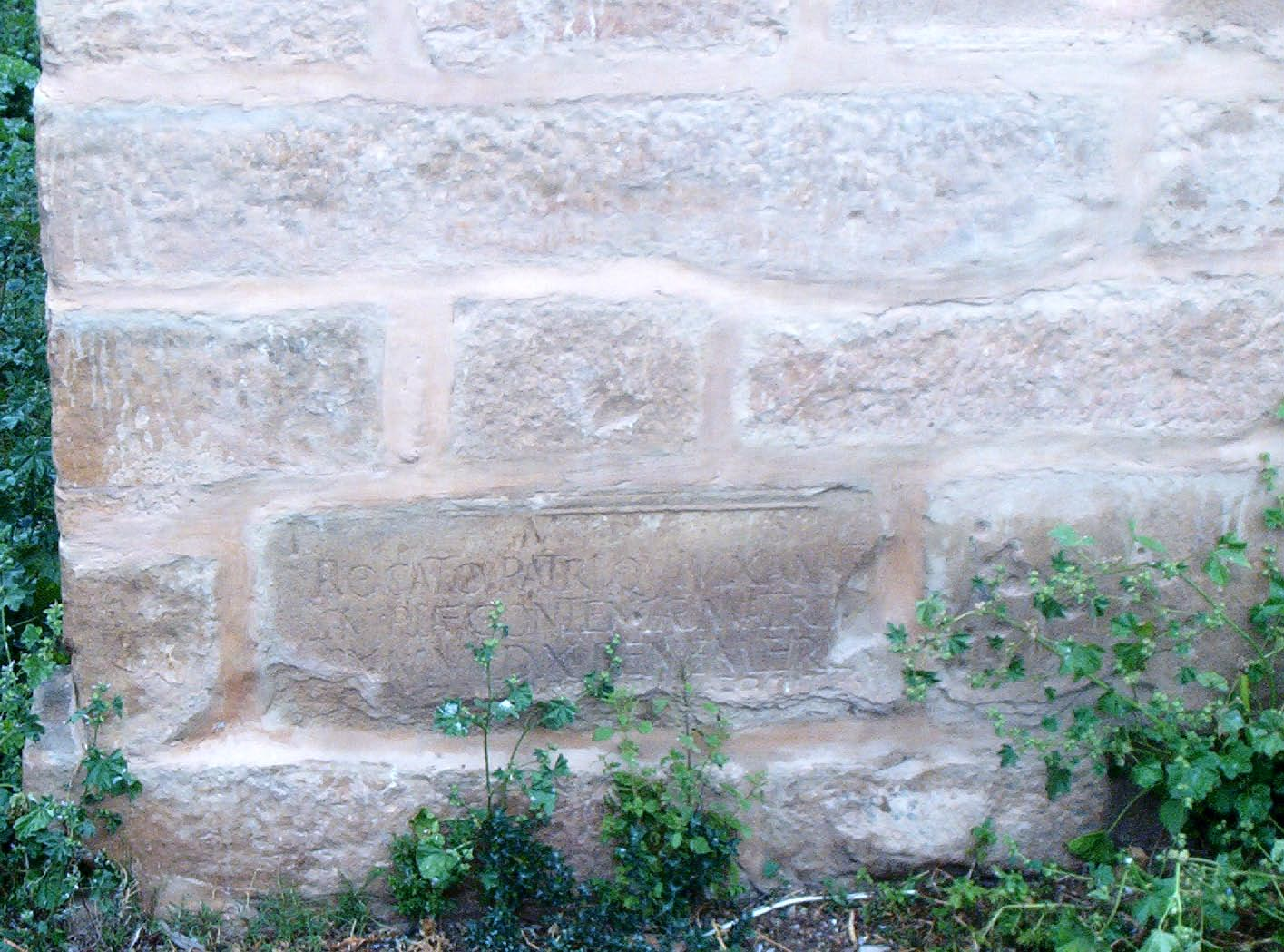
Pierre tombale romaine à la base du minaret d'Agadir.

À la fin du IIe siècle, au début de l'ère sévèrienne, un castrum romain est installé sur un piton rocheux qui domine la plaine de Chetouane. Son nom de Pomaria signifie « vergers » en latin, sans doute en référence à la plaine fertile qu'il domine. Ce camp, qui est créé en même temps qu'Altava et Numerus Syrorum, avait pour rôle de surveiller les confins de la Maurétanie. C'est l'acte de naissance d'une cité qui va jouer un rôle religieux puisqu'elle devient le siège d'un diocèse chrétien : l'évêque Victor, qui y officie, joue un rôle important au concile de Carthage de 412.
En 429, les Vandales, un peuple germanique venant d'Andalousie, débarquent à l'embouchure de la Moulouya et s'emparent de la Maurétanie, mais ils ne contrôlent que la côte ; une principauté berbère s'érige autour de Pomaria, qui prend alors le nom berbère d'Agadir. C'est une période caractérisée par l'apparition de principautés berbères dirigées par des seigneurs locaux, probablement par la tribu des Ifran. Elle dure 120 ans, jusqu'à ce que les Romains revenus d'Orient reprennent le pays. 
Les seuls vestiges connus de cette époque sont des pierres tombales enchâssées dans la structure du minaret d'Agadir. Plusieurs épitaphes chrétiennes tardives (Ve et VI° siècles) ont été découverts. Plusieurs auteurs arabes médiévaux évoquent les constructions antiques de la ville.

### Période des dynasties islamiques

#### Début de la période islamique
Pour des articles plus généraux, voir Ifrenides et Royaume sufrite de Tlemcen.
Selon Ibn Khaldoun, la région est avant l'arrivée des Omeyyades le royaume des Zénètes, dont les Banou Ifren et les Maghraouas, des tribus qui mènent une vie pastorale et rurale. Le même auteur signale que les Maghraouas ont été les premiers Berbères à discuter avec le calife Othmân ibn Affân lors de l'avènement de l'islam ; Ouezmar Ibn Saclab fut leur premier ambassadeur auprès du calife qui le désigne pour gouverner les Zenètes. Toujours selon Ibn Khaldoun, à la suite d'Ibn al Raqiq, Tlemcen est conquise par Abou el Mohajir Dinar, successeur de Oqba. En souvenir de ce passage, une source porte encore le nom d'Aïn el Modjir à l'époque d'Ibn Khaldoun qui vécut un temps à la cour des souverains de Tlemcen au XIVe siècle.
En 765, dans la mouvances d'autres tribus berbères sur l'ensemble du Maghreb, les Banou Ifren s'insurgent en 765 et somment d'autres tribus de se convertir au kharidjisme. Ils proclament calife leur chef Abou Qurra qui constitue un royaume kharéjite sufrite à Tlemcen. Abou Qurra prend la tête d'une armée de 40 000 hommes et assiège Tobna où le général abbasside Omar Ibn Hafs est retranché avant de se mettre en campagne sur Kairouan. Il cerne cette ville mais échoue à la prendre. Abou Qurra et ses Beni Ifren regagnent Tlemcen. Il ne reste comme vestige de cette période que le nom d'une porte occidentale de la ville, appelée Bab Abu Qorra (aujourd'hui Qorrane) mais c'est à l'occasion de cet épisode historique que la cité entre dans l'histoire du Maghreb. Elle passa ensuite sous le pouvoir de la dynastie des Banou Khazar.
Abd al-Rahmân Ibn Rustom, kharidjite crée un État ibadite englobant l'Ifriqiya. En 760, il est attaqué et vaincu par le gouverneur d'Égypte. Il abandonne l'Ifriqiya aux armées arabes et se réfugie dans l'Ouest algérien où il fonde Tahert en 761 qui devient la capitale du royaume rostémide,.

Le Maghreb central sous la dynastie des Rostémides et ses marches indépendantes à l'Est et à l'Ouest (VIIIe siècle).

L'assise de l'imamat rostémide de Tahert repose sur les tribus berbères du Maghreb central acquises à la doctrine kharidjite et va s'étendre de Tlemcen à l'ouest aux monts du Hodna à l'est. Tlemcen et sa principauté suffrite deviennent une marche du Maghreb central rostémide, partageant une obédience kharéjite proche et opposée à l'orthodoxie de Kairouan.
La ville joue un rôle important lors de la conquête de la péninsule Ibérique puisque c'est dans cette ville que Tariq ibn Ziyad retient en otage les enfants du comte Julien.
À l'est, le nouveau pouvoir des chérifs idrissides menace le domaine des Rostémides. Après avoir soumis le nord du Maghreb extrême, Idriss Ier franchit la Moulouya et pénètre au Maghreb central jusqu'à Tlemcen. Son intention est alors de conquérir la région orano-tlémcenienne jusqu'alors dans l'obédience kharidjite du Maghreb central. En 790, Idrîss Ier obtient de Mohammed Ibn Khazar, émir des Zénata, la possession de la cité et, après un séjour de quelques mois pendant lequel il pose les fondements de la mosquée-cathédrale, reprend la route du Maghreb el-Aksa (actuel Maroc). Sous les Idrissides, la ville se dote d'une enceinte défensive qui s'ouvre par cinq portes. Al-Bakri la décrit comme « une grande ville qui possède des bazars, des mosquées, des moulins et même une église fréquentée par les chrétiens. Elle est un point de réunion pour les marchands de tous les pays et n'a jamais cessé d'être la demeure des hommes savants dans la loi et la tradition… ».
Dans la marche orano-tlemcenienne le retour au kharidjisme est important et encouragé par les Rostémides, la conquête d'Idriss est éphémère. Idriss II lance une autre expédition vers 805 pour reprendre Tlemcen mais n'ose pas affronter les Rostémides et Tahert directement. Il conclut un accord avec les Aghlabides de Kairouan pour prendre l’État kharidjite en tenaille. Les Aghlabides lui reconnaissent en échange le droit moral d'occuper Tlemcen. La région est encore perdue par les Idrissides. À la mort d'Idriss II, son fils aine Mohamed concède à son frère Souleiman la charge de reprendre et de gouverner la région : cette entente est à la base de la création d'un royaume Soleïmanides compris entre Tlemcen et le Chélif et dont le but est de miner l'autorité morale des kharidjites au Maghreb central. Cependant cette politique centrée sur les chérif échoue : ces derniers au Maghreb central ou au Maghreb extrême se replient entourés de notables arabes dans les villes, et laissent graviter autour des centres de pouvoir des tribus berbères de facto indépendantes. Le pays orano-tlemcénien était contrôlé par les tribus zénatiennes, Maghrawa et Banu Ifran.

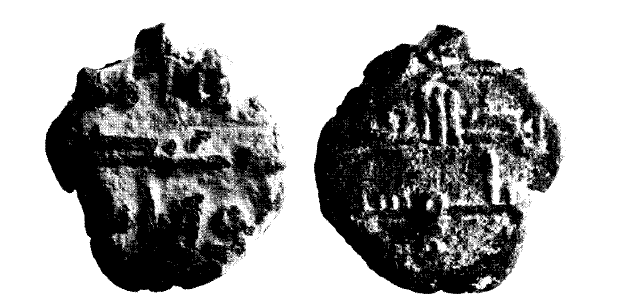
Fulus (pièce de monnaie en bronze) rostémide frappée au nom du souverain Abd el Wahab à Tlemcen (168 à 208 du calendrier hégirien soit 784 à 824).

Les sources numismatiques concourent à apporter des nuances à l'interprétation énoncée par Ibn Abi Zar de l'ère mérinide, qui fait mention d'une période idrisside. Trois pièces de monnaie, n'appartenant pas à l'époque idrisside et datées respectivement de 796-797, 806-807 et 813-814, apportent la preuve que Tlemcen ne se trouvait pas sous la domination idrisside quelques années seulement après la prétendue conquête d'Idrīs Ier. Bien qu'Idrīs Ier ait peut-être visité Tlemcen, son autorité semble n'y avoir été que temporaire et de manière fugace, n'ayant pas laissé de traces dans le domaine numismatique.
Par la suite, Idris II prend possession de la ville en 814, mais il ne s'agit plus d'une conquête, mais plutôt d'une visite de caractère officiel. Avant cette visite, une pièce de monnaie portant le nom d'un individu nommé al-Layṯ témoigne à nouveau que la domination idrisside n'était pas pleinement reconnue. En revanche, après la venue d'Idrīs II, deux dirhams frappés respectivement aux années 822-823 et 827-828 sont émis en son nom à Tlemcen par Muḥammad b. Sulaymān.
Quant à l'inscription de la mosquée d'Aghadir, le récit s'appuie sur un témoignage oral datant du XIIe siècle, visant à renforcer la crédibilité du récit. Toutefois, il est à noter que ces deux mentions concernant la mosquée de Tlemcen sont introduites pour la première fois par Ibn Abi Zar et qu'aucune source antérieure à la période mérinide ne vient corroborer ces assertions, qui ont ensuite été reprises par des historiens ultérieurs.

#### Période des empires maghrébins

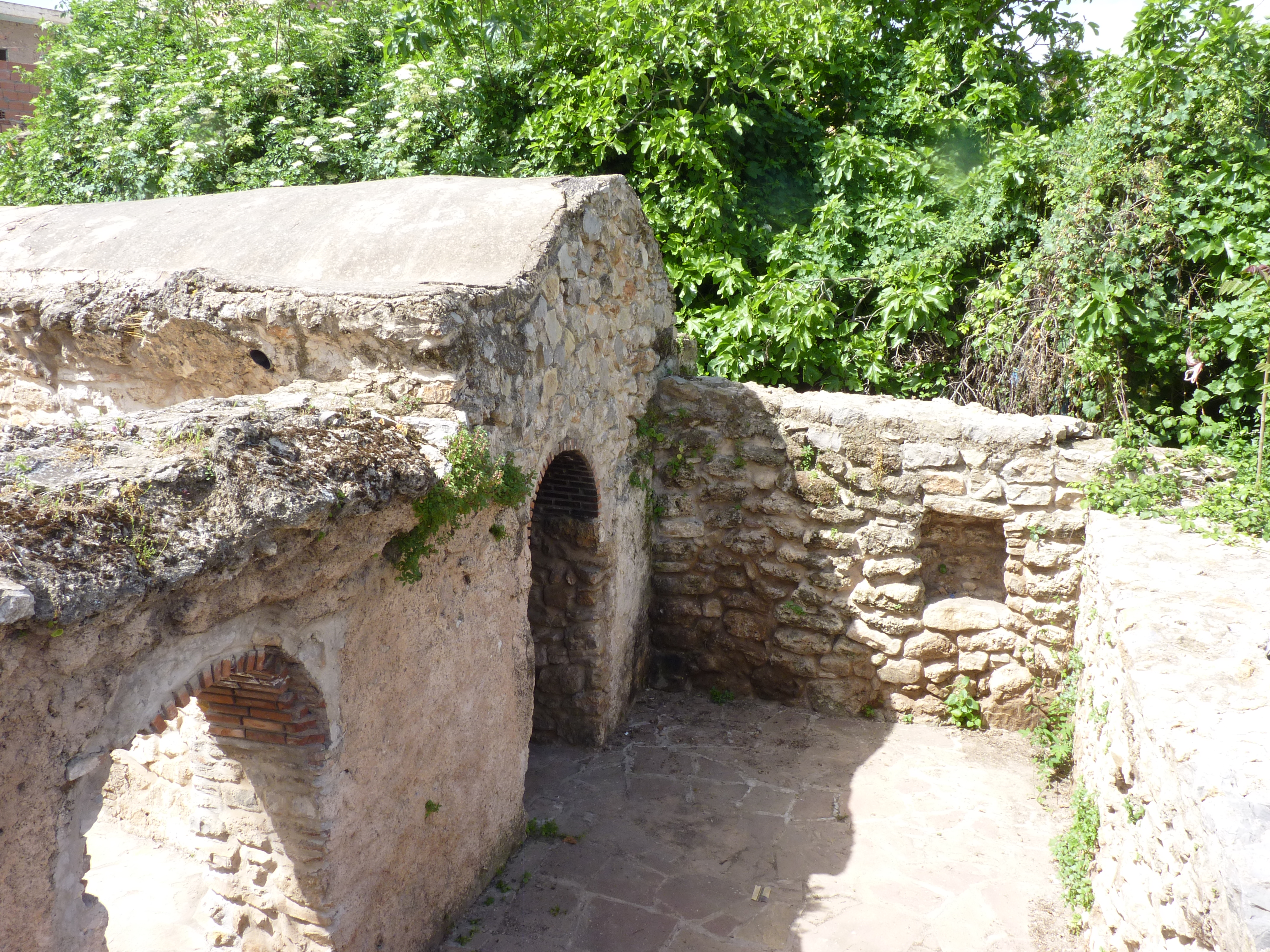
Bain d'Agadir.

Les Rostémides et les Soleïmanides assistent de fait au morcellement de leur territoire qui tombe aux mains de chefferies berbères. Une tribu en particulier, les Sanhadja Talkata, exerce une suprématie sur les autres tribus grâce à son nombre, son armée et la qualité de son chef : Menad père d'un certain Ziri, fondateur de la dynastie des Zirides
En 931, l'allié des Fatimides, Moussa Ibn Abi el-Afia, marche sur Agadir et détrône le gouverneur idrisside, El-Hassen, fils d'Abu el-Aich. Les Fatimides règnent durant 24 ans, jusqu'en 955. Agadir est alors enlevée par les troupes omeyyades d'Abd al-Rahman III, calife de Cordoue. L'Ifrénide Yala Ibn Mohamed, maître du pays des Zenata, obtient du souverain le gouvernement de la cité, mais il est tué par Jawhar al-Siqilli, chef des Fatimides, ce qui provoque un conflit dans toute la région de Tlemcen. Les Maghraouas et les Banou Ifren s'unissent alors contre les Zirides, vassaux des Fatimides. Cette union des Zénètes leur permet de rester souverains dans l'Ouest du Maghreb. 
Mais Ziri Ibn Attia, chef des Maghraouas, fait alliance avec les Zirides, ce qui provoque la réaction de Yeddou des Banou Ifren qui fait la guerre aux trois puissances du Maghreb : les Maghraouas, les Zirides et les Omeyyades. Yeddu est toutefois vaincu par Ziri Ibn Attia.
Selon Al-Nowaïri, la ville aurait été vidée de sa population sous le règne de Bologhine ibn Ziri, consécutivement à une attaque menée par les Zanāta. Ces derniers auraient déplacé les habitants de Tlemcen vers Achir, la capitale des Zirides. En commémoration de leur ancienne ville, les Zirides auraient par la suite construit une nouvelle ville qu'ils nommèrent Balinsan. Toutefois, même en prenant en considération ce récit, il est peu probable que Tlemcen ait été complètement vidée de sa population et que le site ait été totalement abandonné. 

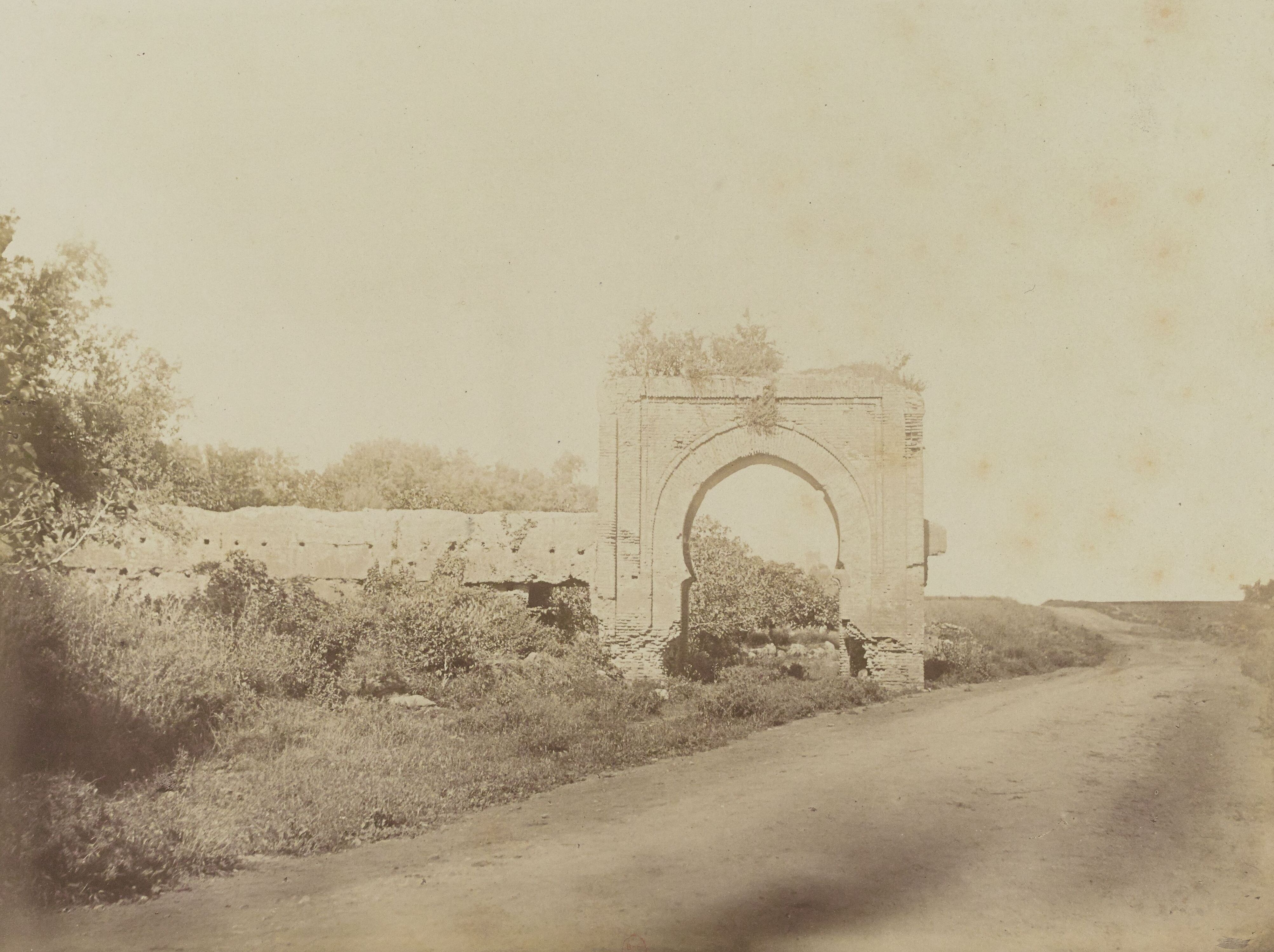
Porte « Bab el Khemis »

Les Banou Ifren sont attaqués par la coalition des Hammadides et des Hilaliens en 1058, qui l'emportent. Abu Soda des Banou Ifren de Tlemcen est le dernier commandant des troupes zénètes à tenir tête aux attaques de cette coalition. Après sa défaite, presque tout le Maghreb passe sous contrôle des Hilaliens et du reste des Hammadides[réf. nécessaire]. Le pouvoir y est alors accaparé par les Banou Khazar des Maghraouas, notamment par Yala et ses descendants, la ville devient leur capitale.
En 1080, avec l'installation des Almoravides, le site de la ville est déplacé plus à l'ouest : c'est Tagrart qui devient, après Marrakech, la seconde capitale de l'Empire almoravide. La nouvelle ville annexe Agadir au cours de son expansion. La ville connaît une certaine dynamique urbanistique sous les Almoravides : c'est durant cette période qu'est érigée la Grande Mosquée fondée par Ali Ben Youssef.
En 1143 Tlemcen passe sous les Almohades, Abd al-Mumin l'entoura d’un solide rempart en 1145. Tagrart est habitée par les officiels, Agadir par le peuple. Tlemcen, en raison de son rôle stratégique, devient un chef-lieu de province. Les Almohades, qui y frappent leur monnaie, édifient des châteaux, de grandes maisons, des palais et de solides remparts, des foundouks et un port à Honaïne pour le commerce transafricain et méditerranéen. À cette époque, Tlemcen est un pôle commercial de premier plan et la capitale du Maghreb central.

#### Capitale des Zianides
Pour un article plus général, voir Zianides.

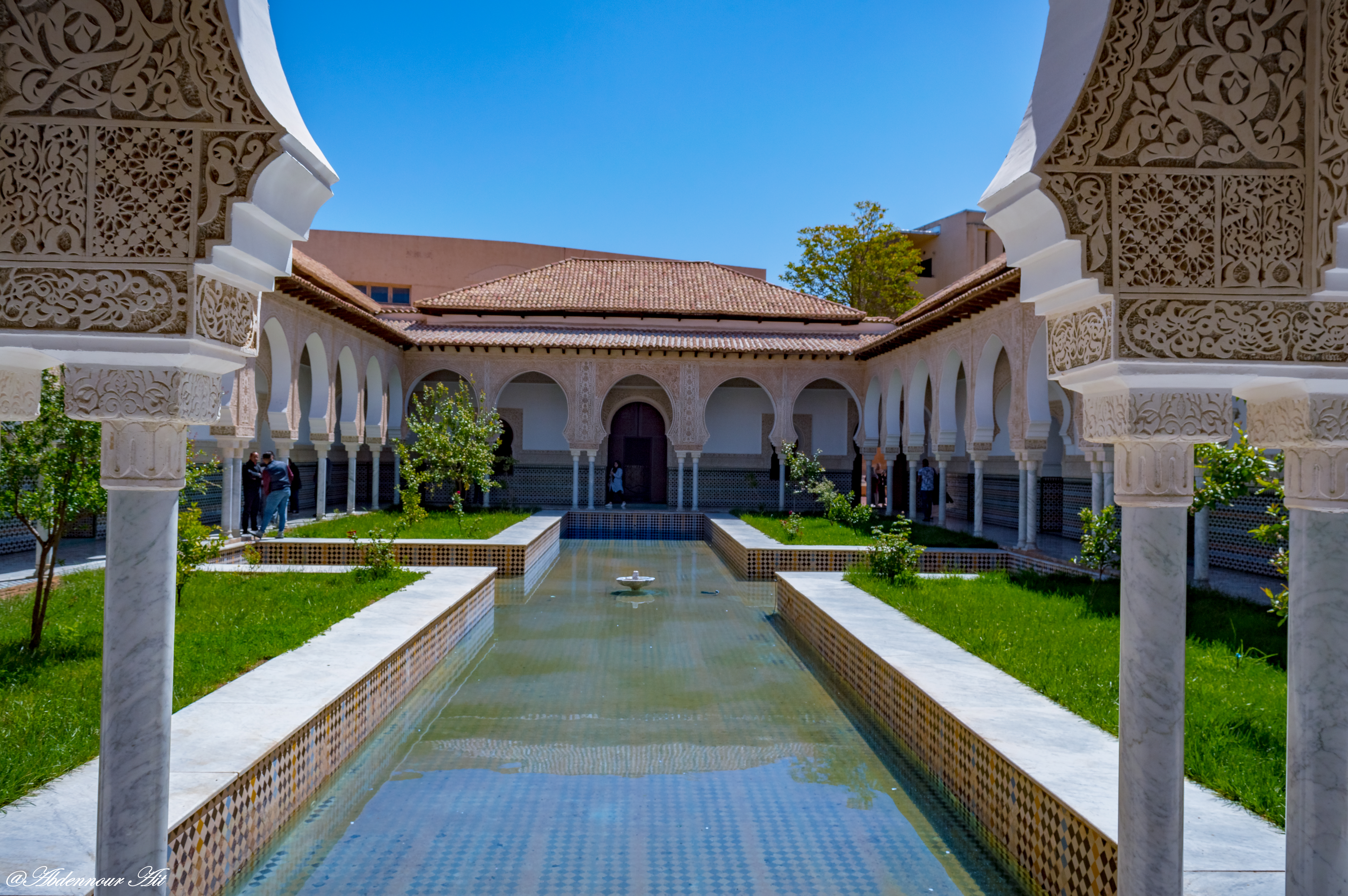
Palais El Mechouar de Tlemcen construit par les Zianides.

En 1235, elle devient la capitale du Royaume zianide qui s'étendit au XIVe siècle, la position de la cité zianide rendait son séjour agréable et favorisait son activité commerciale. Bâtie à mi-hauteur d'une pente, au milieu des vergers, elle présentait tant de charmes qu'un écrivain arabe la comparait à « une jeune fiancée sur son lit nuptial ». Elle commandait le carrefour de plusieurs grandes voies, surtout de celles qui conduisaient des ports de Honaïne (à 36 km à l'est de Maghnia) et d'Oran au Tafilelt.
Le royaume berbère de Tlemcen est fondé par Yaghmoracen Ibn Zian, de la dynastie Zénète des Abdalwadides, pour un règne qui va durer près de cinquante ans (1236-1283). La grandeur de la ville médiévale est un fait indiscutable, du moins d'un point de vue urbanistique, comme l'attestent les textes et les monuments actuels.
Yaghmoracen Ibn Zian prend Tlemcen et fait construire une grande mosquée. Son règne est rapporté par Ibn Khaldoun, qui mentionne des anecdotes à son sujet. Ainsi, le roi qui est décrit comme magnanime se riait des généalogistes qui voulaient le faire descendre du prophète Mahomet, et devant ceux qui voulaient inscrire son nom sur un minaret qu'il avait fait élever à Tlemcen, il répondit dans la seule langue qu'il connaissait, le berbère : « Dieu sait » (Issen Rebbi).

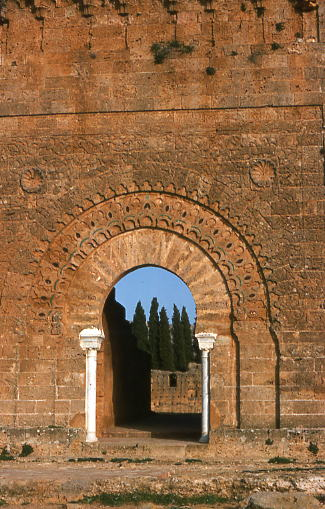
Minaret de la mosquée de Mansourah (porte), bâtie sous le sultan mérinide Abou Yacoub.

En 1370, Ibn Khaldoun est venu se réfugier chez le sultan zianide de Tlemcen, Abou Hammou Moussa II, alors qu'une guerre éclate entre la cité et Fès. Il y assume les fonctions de grand vizir de la cour, l'un des plus hauts postes qui lui aient été attribués, et prend en charge une mission à Biskra, en vue de recruter des soldats parmi les tribus arabes des Dhawawidas. Son séjour à Tlemcen constitue ainsi une étape très importante dans sa vie. Durant ses différents passages à Tlemcen, il enseigne aussi dans la Médersa Al Khaldounia, située dans le quartier d'El Eubad à proximité de la mosquée d'Abou Madyane et considérée comme un joyau architectural.
À son apogée, au XVe siècle, cet État contrôlait un territoire allant de l'Atlas à l'actuelle Tunisie. Il attirait les savants et les artistes de toutes parts. La fonction culturelle de la capitale se matérialise aussitôt par l'érection de nombreux monuments, chefs-d'œuvre qui ont pendant longtemps caractérisé le royaume de Tlemcen. L'activité culturelle et scientifique se développa également grâce au mécénat de certains princes, notamment Abû Tâshfîn (1318-1337) et Abou Hammou Moussa II (1359-1389). 

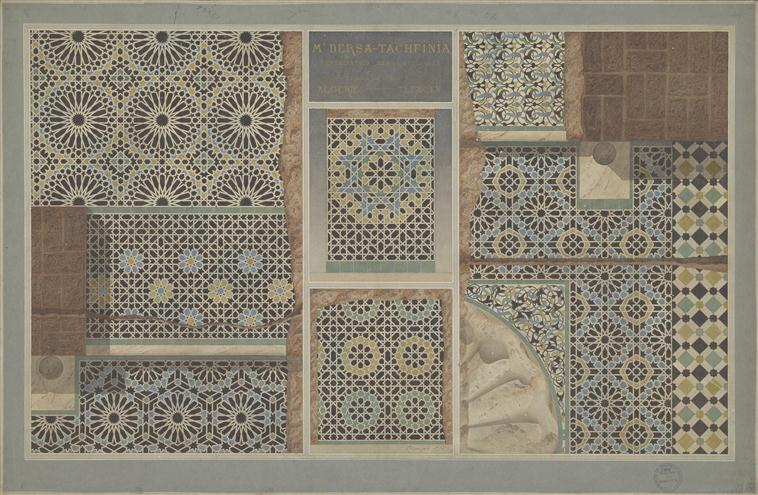
Zellige de la Médersa Tachfinia à Tlemcen, datant du XIVe siècle.

Cette ville était aussi un centre d'études musulmanes, qui comptait cinq médersas renommées. Les Tlemceniens admiraient Sidi Wahhab, qui fut le compagnon du prophète et qui, venu à la suite de Oqba avait été enterré dans la ville ; Sidi Daoudi, le grand saint du Xe siècle et surtout Abou Madyane, le  mystique andalou du XIIe siècle.

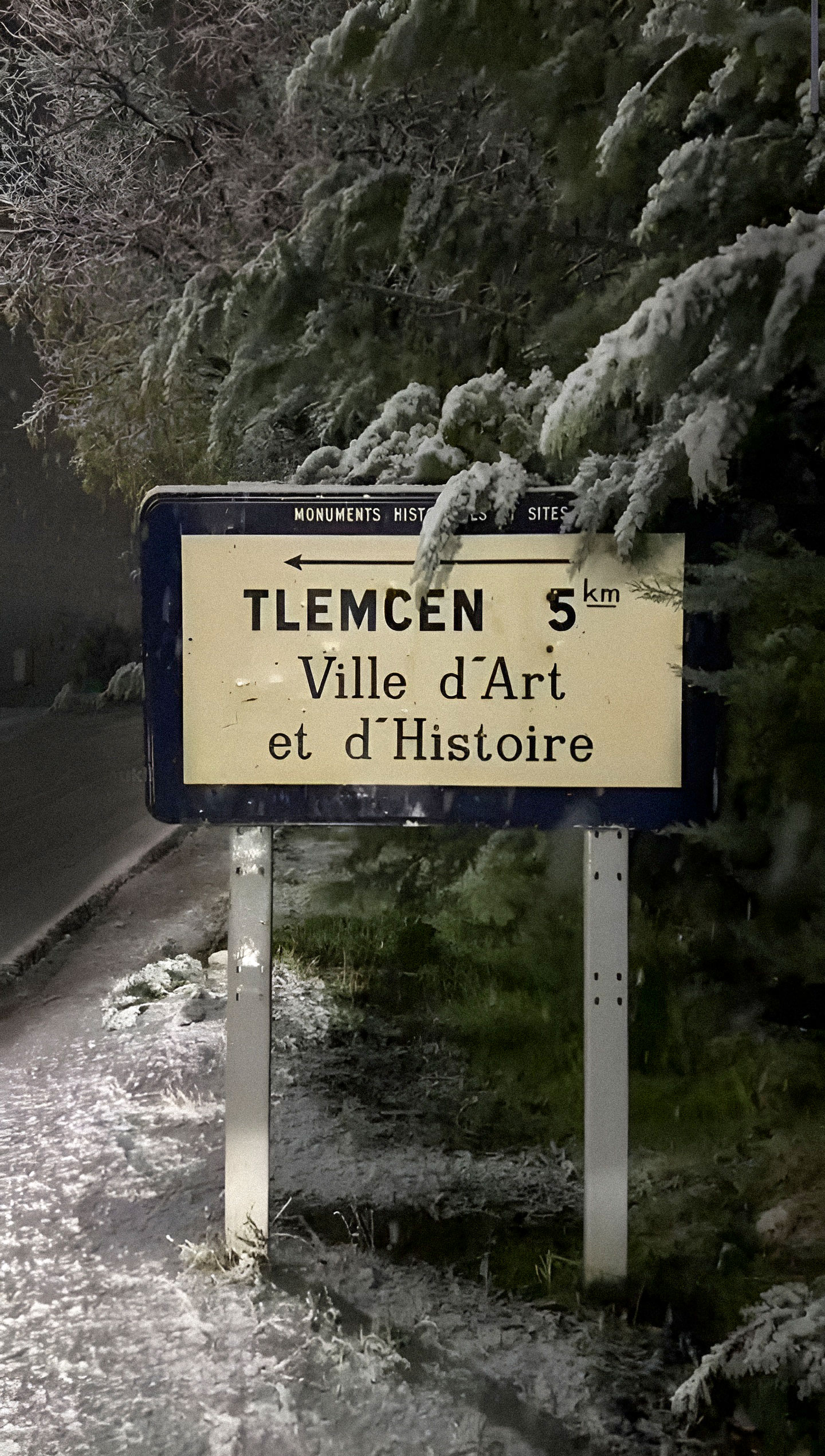
Tlemcen, Ville d'Art et d'Histoire.

« Tlemcen, écrit un auteur arabe du XIVe siècle, est la patrie d'une foule d'hommes de bien et d'honneur, de personnes sûres et respectables, de gens honnêtes et religieux… Pour la plupart, les habitants de Tlemcen s'adonnent à l'agriculture et à la fabrication des haïks en laine ; ils excellent dans la confection des vêtements fins… C'est ce qui a valu aux Tlemceniens la réputation dont ils jouissaient jadis et qu'ils ont encore à présent.
Le rayonnement de la capitale du Maghreb central trouve son fondement dans plusieurs aspects, avec une emphase particulière sur son bon fonctionnement économique. Les récits des voyageurs-géographes convergent vers la mise en évidence de la fécondité des terres environnantes de Tlemcen, caractérisée par l'abondance et la diversité de ses cultures, englobant notamment les céréales et les fruits. De surcroît, leur attention se porta sur les moulins, plus spécifiquement les moulins hydrauliques. De plus, les auteurs mentionnent également la présence de marchés prolifiques et animés, constitués en partie par une offre variée de produits.
Les produits de l'industrie tlemcenienne sont vendus sur les marchés les plus reculés de l'Orient et de l'Occident. Ajoutez à cela que Tlemcen est une pépinière de savants réputés pour leur enseignement remarquable, et de saints bien connus pour leur profonde piété. ». Les voyageurs citent les produits d'exportation qui sont à base de laine (habits, vêtements, etc.) dont Ibn Saïd note la qualité et la perfection qui « [...] dépassent tous ceux du Maghreb » ou de cuir : brides, selles avec leurs accessoires. Al-Zuhri mentionne de confection de tapis de haute qualité.
À son apogée, Tlemcen comptait environ 100 000 habitants. Au cours du XVe siècle, la population a considérablement diminué en raison des conflits constants entre les Zianides et les Mérinides. Selon Al-Wazzan, après la chute du pouvoir des Mérinides, la population était de 13 000 feux, comparée aux 16 000 feux de l'époque d'Abû Tâshfîn. Malgré cette diminution, la ville restait une étape majeure dans les échanges commerciaux entre l'Europe et le Soudan, assurant ainsi l'approvisionnement de ses habitants.
Au début du XVIe siècle, Léon l'Africain insistait sur la loyauté renommée des commerçants de Tlemcen. Selon l'auteur, les habitants de Tlemcen étaient répartis en quatre classes distinctes : les artisans, les commerçants, les étudiants et les soldats. Par ailleurs, il mentionne que les Tlemceniens possédaient des résidences secondaires situées en dehors de la ville, qu'ils utilisaient pendant la saison estivale. Ces maisons étaient bien construites et contribuaient au confort des habitants. Léon l'Africain mentionne également la présence de grands hammams de qualité et de maisons bien édifiées à Tlemcen. De plus, il décrit la prospérité de l'artisanat et du commerce dans les divers quartiers de Tlemcen. L'auteur fait également référence aux fondouks de la ville, dont deux étaient spécifiquement destinées à l'hébergement des négociants génois et vénitiens. La société tlemcénienne était « polie, dévote et cultivée », d'après Georges Marçais.

#### Relation avec l'Andalousie etReconquista

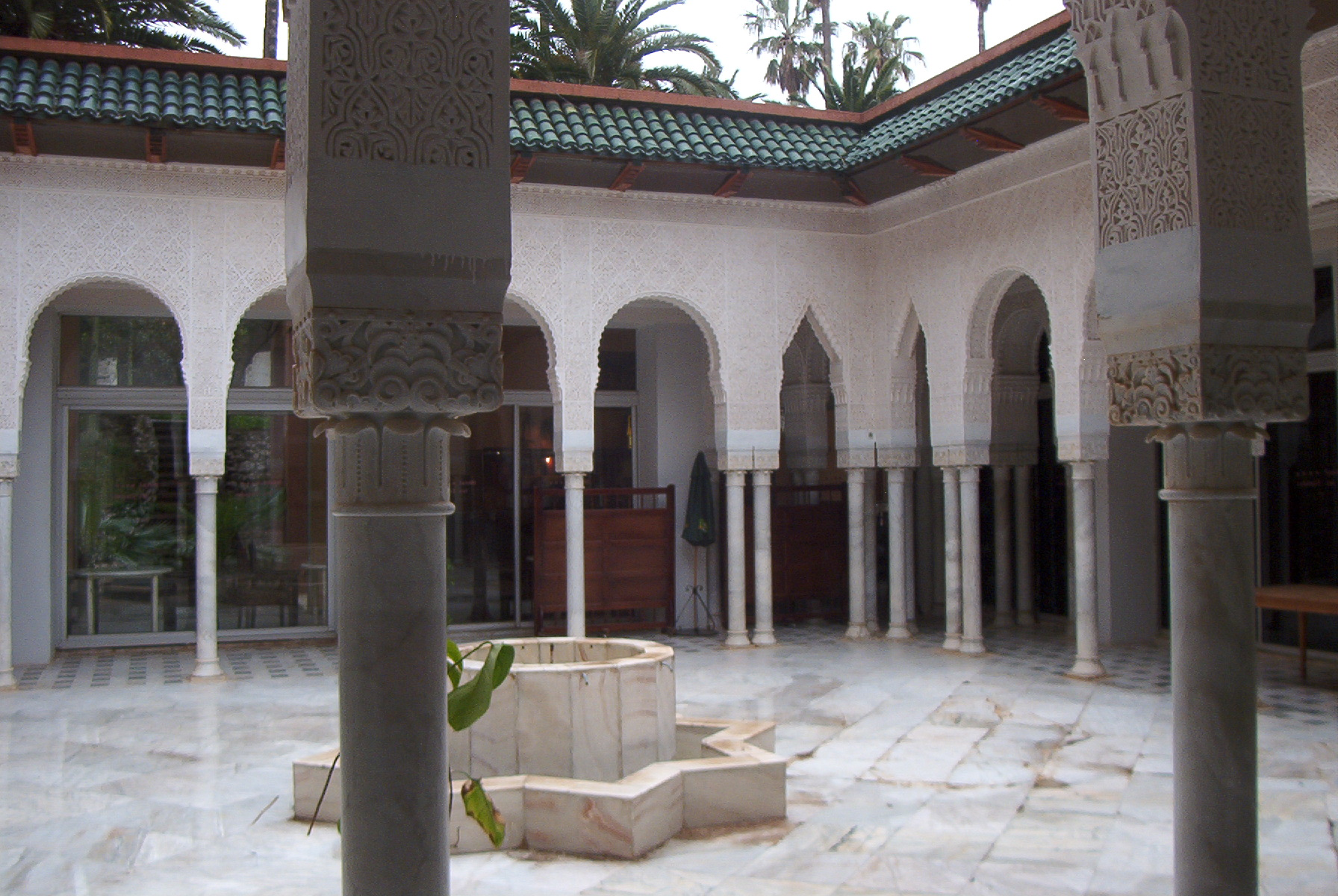
Patio de l'hôtel zianide.

Tlemcen eut des échanges divers avec l'Espagne musulmane par des échanges et apportera aides militaires contre la Reconquista chrétienne. Les Nasrides signent des traités de paix avec les souverains zianides de Tlemcen, ils deviennent alors alliés un temps contre la couronne d'Aragon et les Mérinides qui furent précédemment les alliés des Nasrides.
Plusieurs sultans de Tlemcen furent élevés dans les cours d'al-Andalus, comme le quatrième roi de la dynastie des Banou Abdelouad, Abou Tachfin fils d’Abou Hammou, élevé à la cour Nasride de Grenade où il recevra son initiation princière au palais de l’Alhambra. Tlemcen est restée longtemps une ville amarrée à l’Andalousie décrite et chantée par ses poètes. Les habitants des deux capitales avaient beaucoup d’affinités et partageaient les mêmes traditions dans l’habillement, l’art culinaire enfin, le parler avec ses inflexions particulières communes.
Les poètes andalous, Ibn Khafadja, Lissan Eddine Ibn el Khatib, le soufi Mahieddine Ibn Arabi de Murcie témoigneront chacun de sa beauté, la comparant souvent à Grenade. Tout comme les poètes, les princes zianides feront également des séjours fréquents en Andalousie. Honaïne, le port de Tlemcen, était distant de Murcie de deux jours de bateau seulement, ce qui la rendait très proche par mer et plus que d’autres villes dans le Maghreb, de Murcie. Cette proximité rendait plus ou moins facile les échanges entre Tlemcen et Grenade les deux capitales zianide et nasride au destin commun né, qui, rappelons-le, au même moment, sur les décombres de l’ancien Empire almohade au XIIIe siècle s’y sont taillés des royaumes. Le grand poète tlemcenien Ibn el Khamis (XIIIIe siècle) passa plusieurs années de sa vie à Grenade où il mourut. Cette relation perpétuelle entre les deux capitales, a fait de Tlemcen la jumelle africaine de Grenade.
L'influence andalouse s'accentua au XIIe siècle, lorsque la r

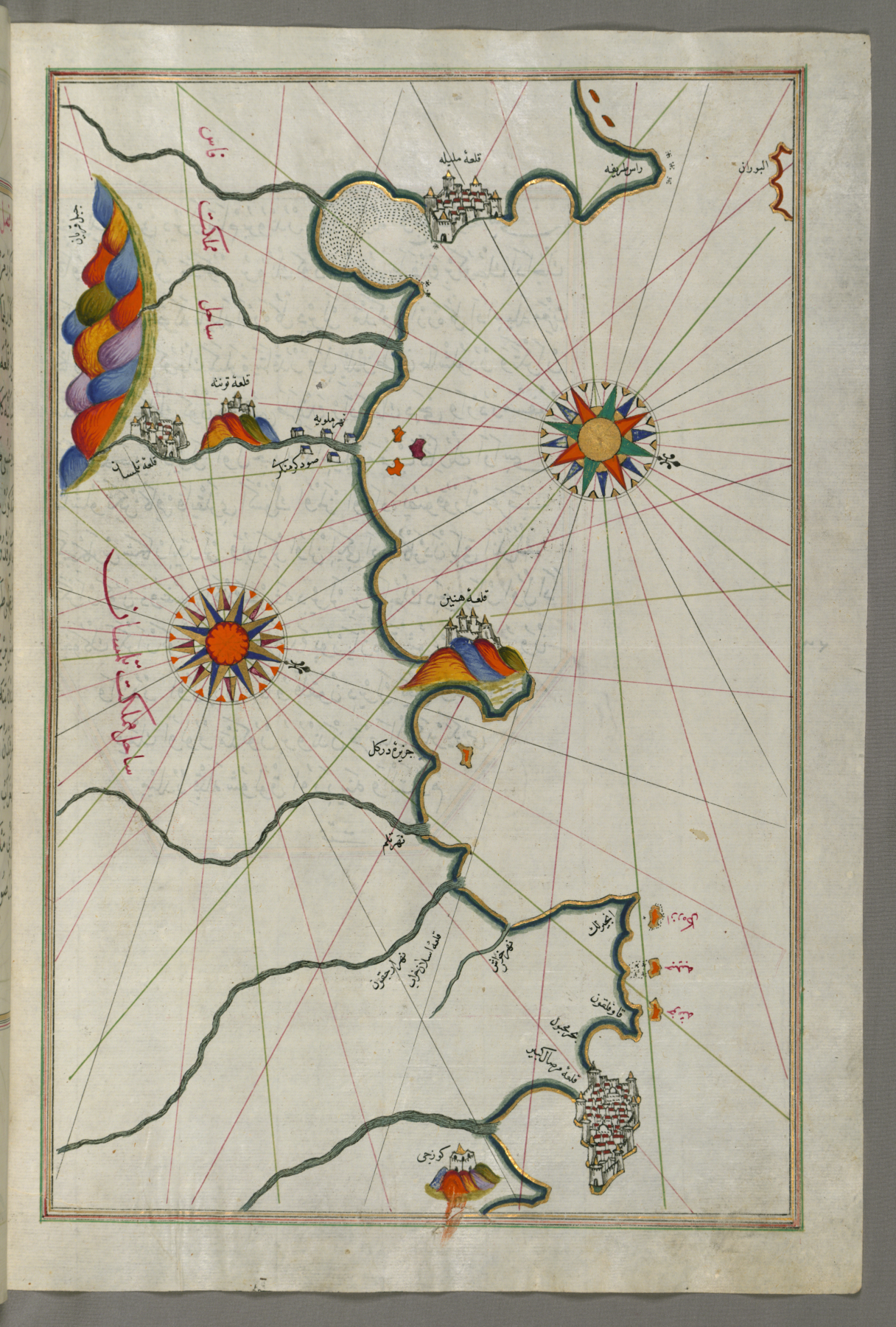
Carte ottomane du XVIII illustrant la région de Tlemcen.

econquête dirigée par les rois chrétiens et achevée par les Rois catholiques fit refluer sur l'Afrique du Nord les Moros (Maures) qui sont à l'origine de ces communautés andalouses qui ont gardé les clés de leurs maisons abandonnées en Andalousie mauresque, ainsi que leur connaissance, genre musical et poétique. L’arrivée de ces Andalous raffinés et industrieux va d’ailleurs aider Tlemcen à s’ériger en vraie capitale arabo-musulmane avec ses palais, ses mosquées, ses médersas, ses foundouks, son commerce transsaharien et méditerranéen et, enfin, une riche vie de cour à l’intérieur du Méchouar et où les musiciens avaient une place d’honneur autant que les poètes et les artistes.
D'après l'historien tlemcenien Al-Maqqarî, après la chute de Grenade, de nombreux membres du clan Bannigas ont abjuré l'islam et ont ainsi formé le noyau de la famille chrétienne des Venegas, cela-dit, d'autres membres du clan ont gardé l'islam pour religion et se sont réfugiés à Oran. Quant à Boabdil, il est allé vivre à Fès avec certains membres de sa famille, d'autres sont venus à Tlemcen, comme son oncle Mohammed XIII az-Zaghall, où il sera enterré dans la nécropole royale zianide de Sidi Brahim. Sa pierre tombale sera découverte en 1848, elle fut présentée pour la première fois à l'Exposition universelle de 1889.
À Tlemcen, un nombre relativement important d’Andalous et de Morisques y trouveront la paix, dont de nombreux juifs, fuyant l’inquisition des Rois catholiques pendant la Reconquista. Avec ces exodes, c'est une partie de la mémoire andalouse qui va également émigrer dans cette ville. Elle sera l'une des héritières d'al-Andalus de par son art de vivre et de ses legs philosophiques et artistiques. L'histoire de Tlemcen signale que dans cette ville 50 000 Andalous, venus du royaume de Cordoue, trouvèrent asile ; on reconnaissait autrefois leurs descendants à leur costume particulier, plein d'élégance et de faste, et surtout à leur large ceinturon de soie aux couleurs chatoyantes ; de même qu'on reconnaît leurs maisons de style mauresque, avec le patio formé de galeries à arcades, les vasques à jet d'eau, les parterres de jasmins et de giroflées.
Un extrait d'un texte d'Ibn Saïd résume d'une façon spécifique l'image économique de Tlemcen: « Les Andalous la percevaient comme une ville andalouse, pour son eau, ses jardins et la multiplicité de ses industries ». Dans le langage de la ville se mêlent des mots comme rojo/a, moreno/a, cuadra, barato, gusto, falta, miseria, etc., emprunts linguistiques permis par les brassages de populations du pourtour méditerranéen consécutifs aux « conquêtes, migrations et exodes ».

### Période ottomane

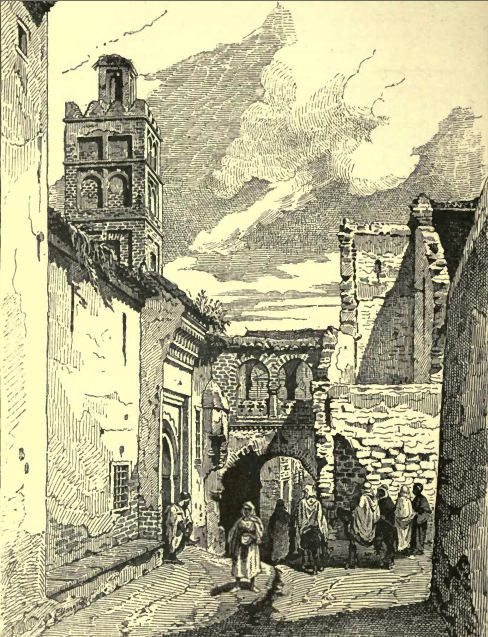
Vue de Tlemcen au XVIIIe siècle.

Avec le XVIe siècle et l'effondrement de la dynastie zianide, la ville entre en décadence, passant des 100 000 habitants au moment de son apogée, à des chiffres variant selon les auteurs de 7 000 ou 8 000 habitants à plus de 10 000 habitants dans la période pré-coloniale (entre 12 000 et 14 000 au début du XIXe siècle).
En 1516, le souverain zianide Abou Abdallah Mohamed II meurt sans laisser de successeur, ce qui engendre des conflits dans la dynastie. Son oncle Abou Hammou Moussa III devient souverain, après avoir attaqué et mis en prison l'émir Abou Zeyane, frère aîné du défunt roi. Il s'allie aux Espagnols, ce qui provoque l'hostilité de la population qui appelle à son secours le fameux Arudj Barberousse. Accueilli en libérateur, il rétablit Abou Zeyane sur le trône. Abou Hammou Moussa prend alors la fuite et demande asile et vengeance aux Espagnols basés à Oran.
Ces derniers s'emparent de la Kalâa des Beni Rached et tuent Ishaq, un frère d'Aroudj. Ils attaquent ensuite Tlemcen sous le commandant de Dom Martin d'Argote, qui avait ramené avec lui les contingents musulmans restés fidèles à Abou Hammou Moussa. Pendant une courte durée, la ville passe sous la souveraineté du gouverneur espagnol d'Oran puis sous la domination d'Arudj Barberousse qui est fait prisonnier à Tlemcen en 1518 puis tué.
La cité devient ottomane en 1553, après que le dernier roi zianide, Moulay Hassan, se réfugie à Oran. Les Ottomans ne font pas de Tlemcen le siège d'un beylicat, les villes de Mazouna, Mascara et enfin Oran, reprise aux Espagnols au XVIIIe siècle, la remplaçant comme capitale de l'Ouest algérien. Elle devient alors une ville parmi d'autres du Beylik de l'Ouest, dont la capitale ne sera jamais la cité zianide, mais bel et bien Alger. Tlemcen donne à la régence d'Alger et à l'Empire ottoman un beylerbey, en la personne de Youssef Pacha[Passage contradictoire avec l'article Liste des gouverneurs de la Régence d'Alger, section Beylerbeys], gouverneur de la ville.
Les Kouloughlis, à côté de la population autochtone de souche citadine dite Hadar, forment la majorité de la population. Ils ont leur propre divan et perçoivent l'impôt de zones délimitées qui constituent leur « État » personnel. Tlemcen demeure un siège d'une grande activité artisanale et commerciale, la ville avait plus de 500 métiers à tisser, tous les métiers et tous les commerces sont répartis entre diverses places et rues.

### Colonisation française

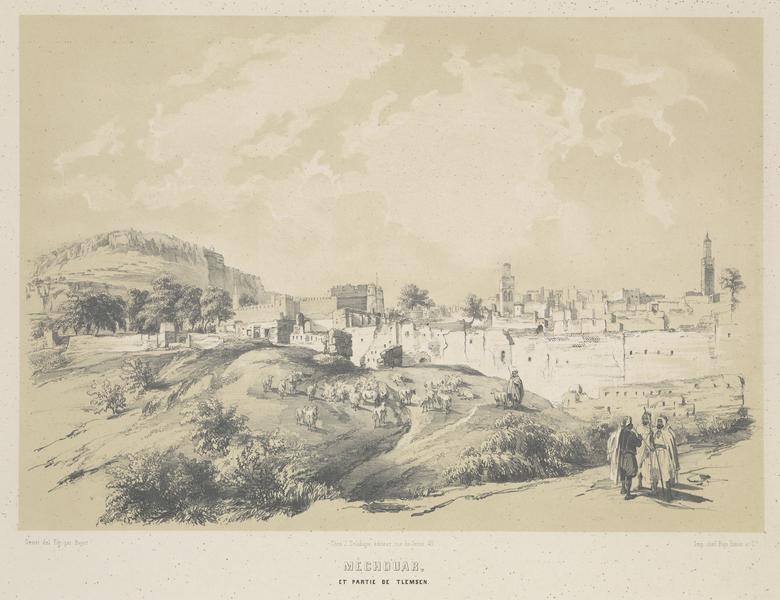
Ancienne lithographie du Méchouar, et partie de Tlemcen.

Après la chute d'Alger en 1830 et le début de la conquête de l'Algérie par la France, le souverain chérifien souhaite s'emparer de la ville. Les Marocains se retirent finalement de la ville devant l'émir Abd el-Kader. Après l'expédition de Mascara en 1834, la ville est conquise en 1836 par le maréchal Bertrand Clauzel qui impose un impôt aux habitants.
Par le traité de la Tafna, la ville devient en 1837 l'une des capitales de l'État d'Abd el-Kader avant d'être définitivement occupée par les Français en 1842. Elle devient alors chef-lieu de la cinquième division militaire d'Oran et se voit dotée d'un sous-préfet en 1858.
Durant cette période, la ville est marquée par un exode de sa population qui préfère s'expatrier à l'étranger, notamment vers la Syrie, la Turquie et le Maroc, que de rester sous domination coloniale. Ainsi, une importante communauté s'implante à Fès et forme, avec des Algériens d'origines diverses, une communauté privilégiée, administrée par un naqib tlemcenien. L'activité commerciale de la ville décline alors au profit de la ville d'Oran. 
D'après Kamel Kateb, à l’instar d’autres villes algériennes, Tlemcen a connu un déclin de sa population indigène, et ce n’est qu’en 1891 qu'elle a retrouvé son effectif de 1830. La population évolue sur toute la période de la colonisation de 5 000 habitants en 1842 à 73 000 habitants en 1954 et 82 500 habitants en 1960. Dans les années 1920, la population comprenait environ 30 000 musulmans, 6 000 juifs et 4 000 européens.

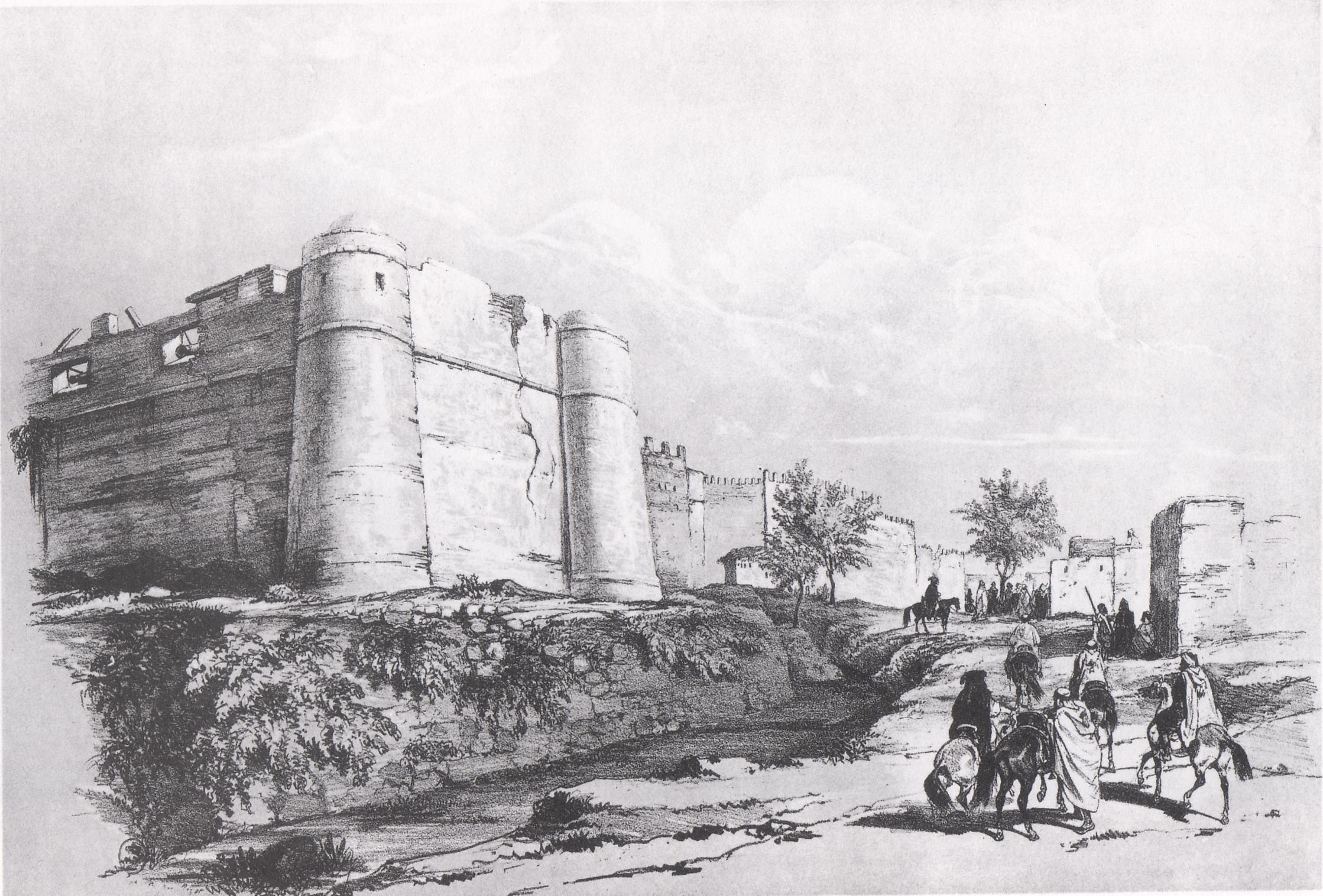
Palais El Mechouar en 1840.

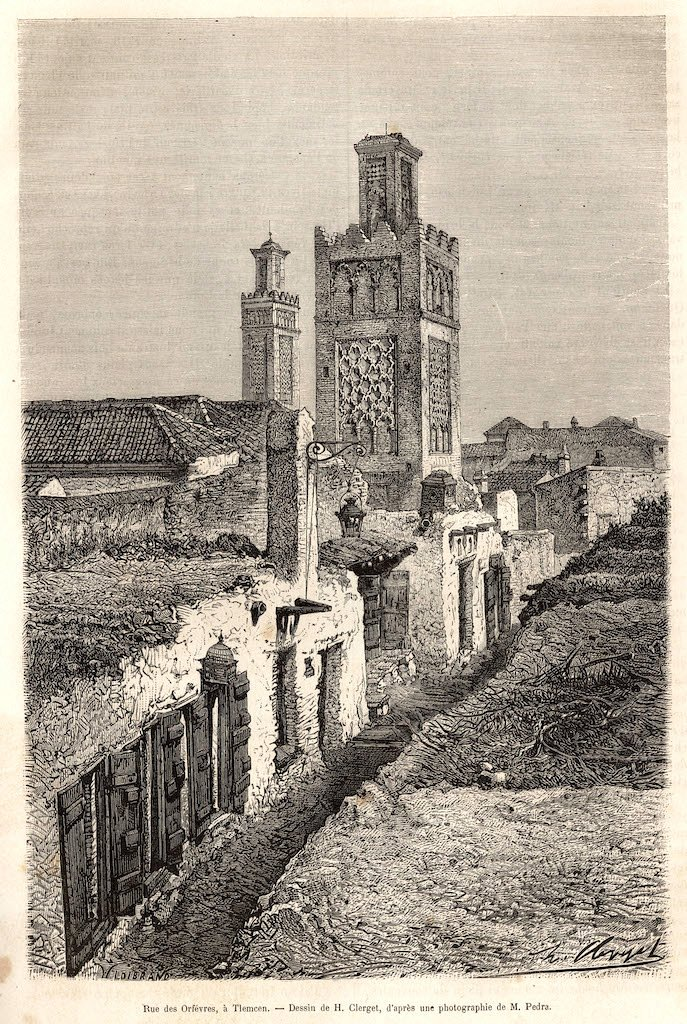
Gravure de la rue des orfèvres et mosquée de Sidi l'Hassein à la fin du XIX.

Cependant, la colonisation bouleverse moins la structure sociale de la ville qu'elle ne l'a fait dans la plupart des autres villes algériennes, la bourgeoisie locale ayant participé à l'évolution urbaine de cette période. La proportion des Européens est toujours restée relativement faible par rapport aux autres villes algériennes de même taille. De toutes les villes de l'Ouest oranais, Tlemcen est celle qui a été la moins pénétrée par l'immigration espagnole ; la limite de cet exode ibérique du milieu du XIXe siècle semble avoir été la région d'El Malah (Rio Salado), Sidi Bel Abbès et Béni Saf. Au début du XXe siècle, les premiers nadis se sont formés : le cercle kouloughli « jeunes Algériens » en 1910 et le cercle hadri « Nadi Islami » en 1912, les deux seront débordés à la génération suivante par le cercle « Nadi Sa’ada ».
La colonisation française a provoqué la disparation des deux tiers de la ville intra-muros ainsi que la destruction de certains monuments dans le cadre d'« aménagements »,, :
- le palais El Mechouar, aménagé en poste militaire ;
- la porte Bab El Key'yis, édifice monumental encadré par deux tours carrées avec une troisième de style zianide, circulaire au centre de la terrasse, possédant un double accès intérieur et extérieur à trois arcs avec couleurs ;
- la médersa Tachfinia, édifiée au XIVe siècle, détruite durant les années 1870 ;

- la médersa El Yaqoûbia ;
- le quartier commercial de la Qissaria remplacé par un marché couvert en 1904 ;

- la forteresse, symbole de l'époque zianide, qui alignait dix tours carrées ;
- une ancienne maison mauresque et son jardin remplacée par la caserne Mustapha ;
- un tiers de la ville remplacé par la caserne Gourmala ;
- les deux places du fondouk et de la mosquée déstructurées en 1887 ;
- la mosquée Sidi al-Hasan ;
- la mosquée Sidi al-Halawi transformée en musée.

### Indépendance
La communauté juive, ayant eu son lot d'attentats et d'exactions, quitte Tlemcen en 1962, 8 000 personnes rejoignant Marseille. L'indépendance de l'Algérie s'accompagne de la ségrégation ethnique et du départ d'une partie de la population tlemcenienne vers Alger, Oran et Sidi Bel Abbès. Conjointement, un afflux de population d'origine rurale s'est fixé à Tlemcen.

## Démographie

### Évolutions
|                                                     | 23 111 | 23 110 | 23 191 |
| Commune                                             | 1884   | 1892   | 1902   |
|                                                     | 24 117 | 29 405 | 35 382 |
| Population 1884 ; population 1892 ; population 1902 |        |        |        |

Selon le recensement général de la population et de l'habitat de 2008, la population de la commune de Tlemcen est évaluée à 140 158 habitants contre 96 028 en 1977 :
| 1977   | 1987    | 1998    | 2008    |
| ------ | ------- | ------- | ------- |
| 96 028 | 110 242 | 132 341 | 140 158 |

### Pyramide des âges
La pyramide des âges montre, en 2008, une importante population jeune : plus de la moitié de la population de la cité a moins de 30 ans. Cependant, on observe une diminution des naissances à partir de 1988 avant une reprise de natalité sur la période 2004-2008.
| Hommes | Classe d’âge | Femmes |
| ------ | ------------ | ------ |
| 0,62   | 80 ans et +  | 0,79   |
| 1,65   | 70 à 79 ans  | 1,87   |
| 2,52   | 60 à 69 ans  | 2,71   |
| 4,44   | 50 à 59 ans  | 4,21   |
| 6,39   | 40 à 49 ans  | 6,09   |
| 7,70   | 30 à 39 ans  | 7,56   |
| 9,31   | 20 à 29 ans  | 9,02   |
| 9,12   | 10 à 19 ans  | 8,59   |
| 8,85   | 0 à 9 ans    | 8,57   |

## Éducation

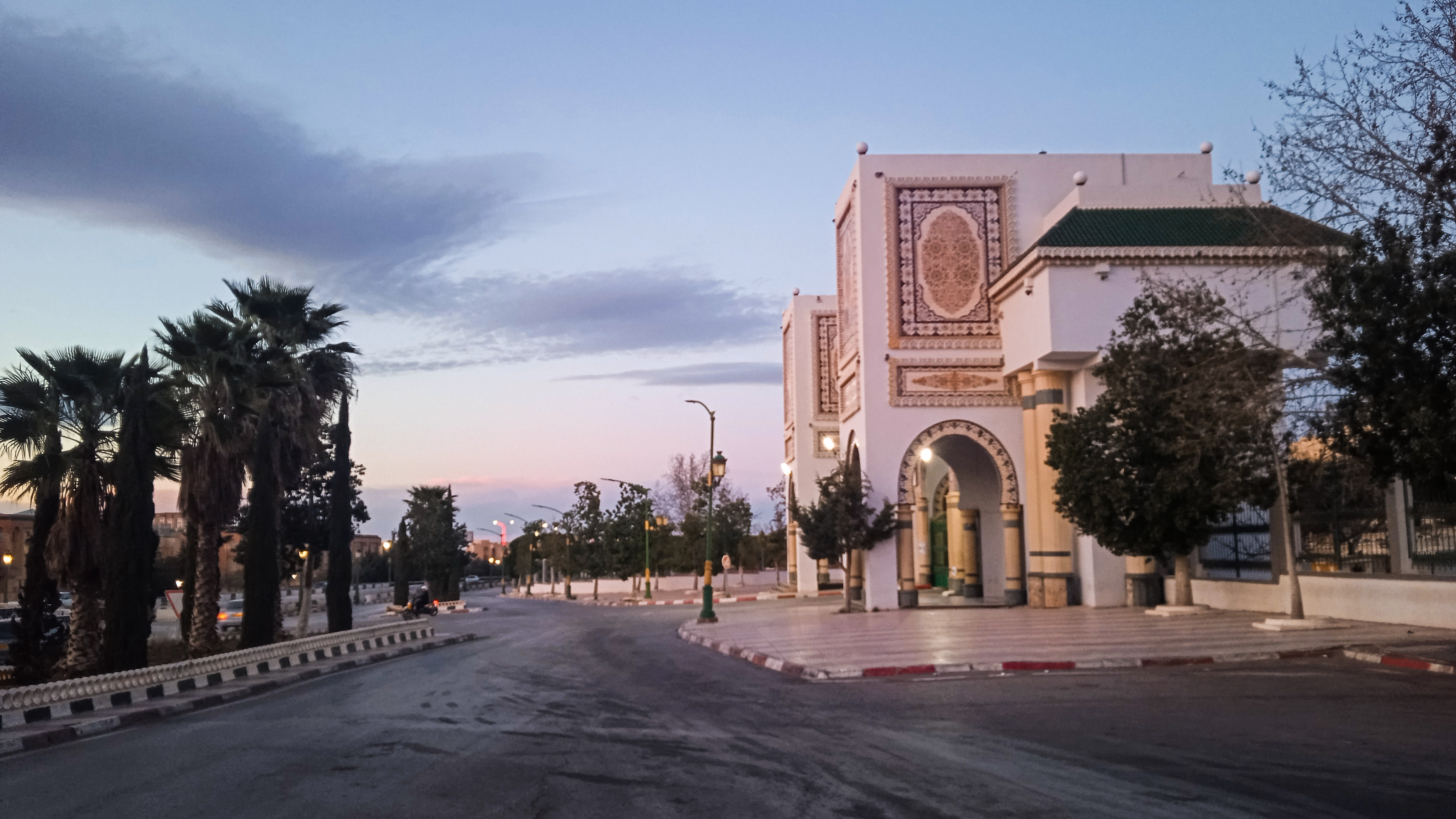
L'université de Tlemcen (Abou Bekr Belkaid)

Fidèle à son passé, Tlemcen accueille plusieurs écoles et collèges renommés tels que la medersa Tachfinia aujourd'hui disparue, la médersa Khaldouniya, la médersa d'El-Eubbad, etc.
Tlemcen a été l'une des trois villes de l'Algérie française à abriter un lycée franco-musulman, institution originale qui combine une formation en arabe à un cursus secondaire en français. Il en est sorti de nombreux diplômés qui ont joué un rôle important dans le combat pour l'indépendance, puis dans le jeune État algérien, tels que des ministres, des patrons de sociétés publiques et des directeurs d'administration. Les Tlemcéniens passés par ce lycée et par le collège Slane, une autre institution, ont longtemps occupé les postes-clés en dehors de l'armée et des services de sécurité.
Sur la période 1974-1980, l'enseignement supérieur est assuré au sein d'un centre universitaire qui regroupe à l'origine les seuls troncs communs des sciences exactes et de la biologie ; il s'est graduellement étendu à de nouvelles filières. L'université Abou Bekr Belkaid est créée par un décret de 1989, modifié et complété par les décrets de 1995 et 1998. Elle se compose de huit facultés réparties autour de pôles principaux, notamment l'Imama et Chetouane.

## Culture

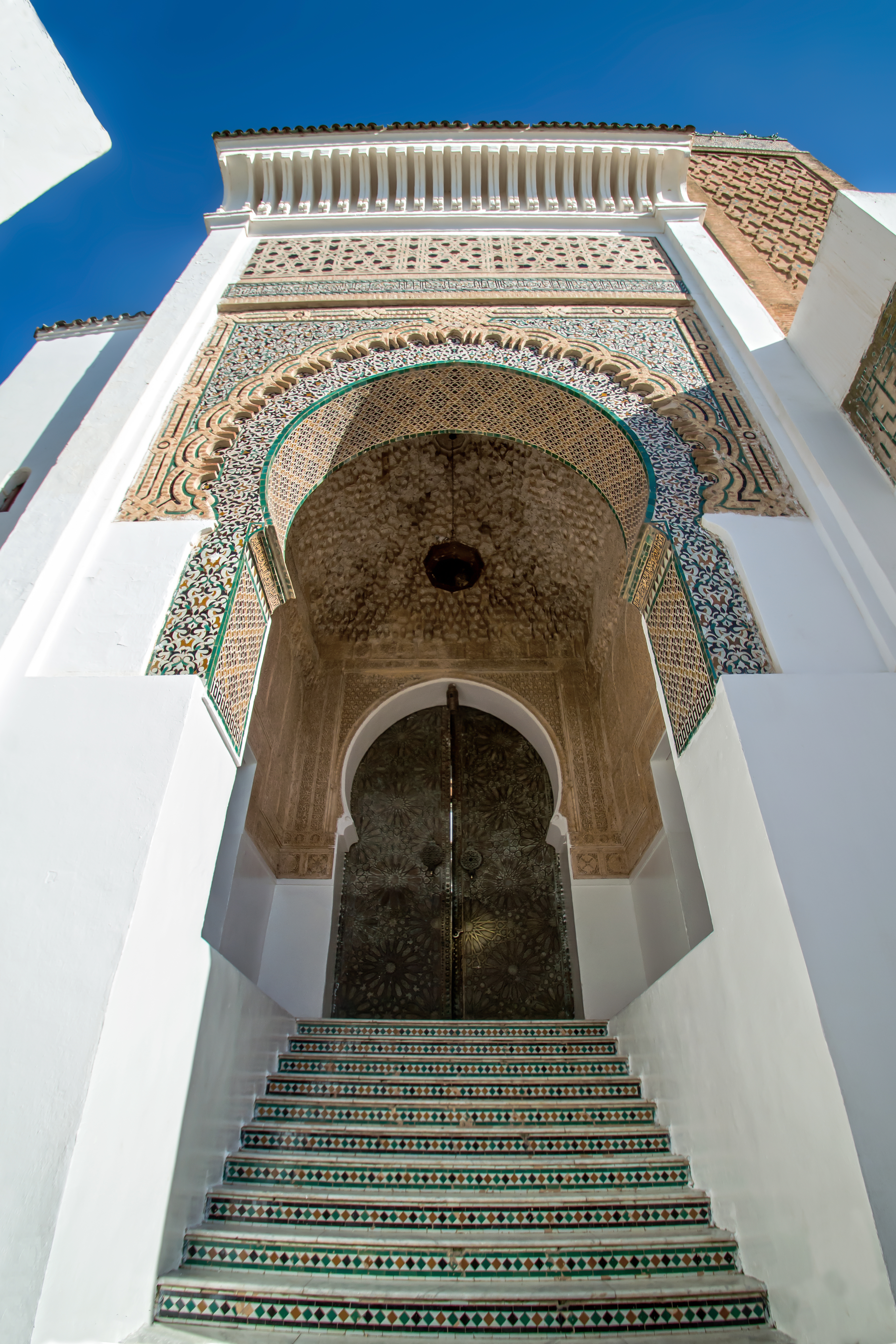
Mosquée Sidi Boumediene.

Tlemcen nous évoque aujourd'hui encore la capitale de l'Algérie indépendante au Moyen âge et une métropole prestigieuse. Elle a toujours été un centre religieux, culturel, intellectuel et architectural important. À l'époque islamique, elle est l'une des cités du Maghreb les plus propices à la création et à l'épanouissement intellectuel et son influence sera grande dans tout l'Occident musulman. Située au carrefour des routes qui mènent du Maroc à l'Algérie et de la mer Méditerranée au Sahara, Tlemcen joue un rôle culturel et commercial important.
Elle a maintenu les coutumes, les fêtes religieuses et, en général, toutes les cérémonies publiques et privées dans leur cadre ancien. Ainsi, Yennayer, la fête du jour de l'an berbère héritée de l'époque berbère pré-islamique, est toujours célébrée à Tlemcen.
La scène culturelle est animée par ses bibliothèques, ses centres culturels, son musée, ses théâtres et ses associations. La cité accueille en 2011 l'événement « Tlemcen, capitale de la culture islamique ».

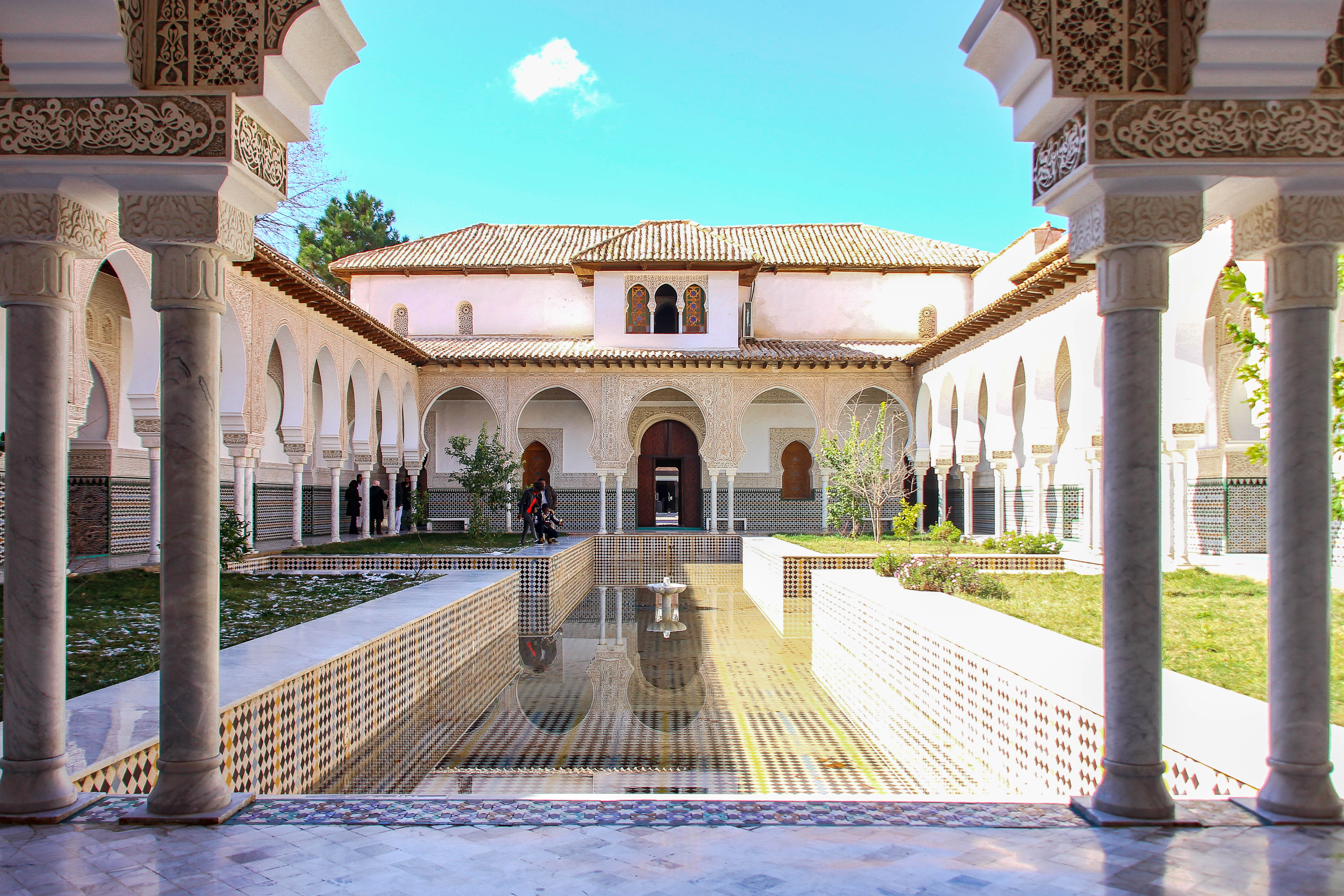
Palais El Mechouar.

Les échanges intellectuels avec Béjaïa sont aussi très importants, en théologie comme en musique, les deux villes ont toujours gardé un lien d'échanges que l'on constate dans les chansons de style arabo-andalou de Cheikh Sadek El Béjaoui. Ces deux grandes villes de la période islamique ont joué un rôle important dans l'instruction et l'enseignement des personnes du haut rang intellectuel tels que Sidi Boumediene, Yahia et Abderrahmane Ibn Khaldoun, etc. Au XIe siècle et au XIIIe siècle, les Tlemcéniens se sont rendus à Béjaïa, au XIVe siècle et au XVe siècle c'était le tour des Bougiotes afin de créer cette symbiose qui était un temps une tradition scientifique du Maghreb.

### Musique

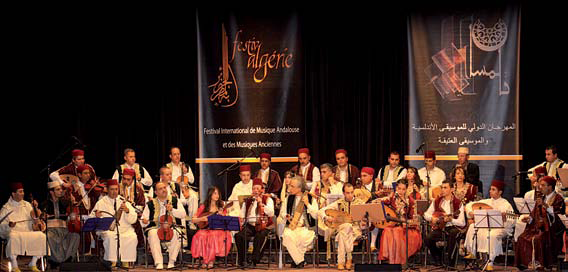
Orchestre de musique andalouse de Tlemcen.

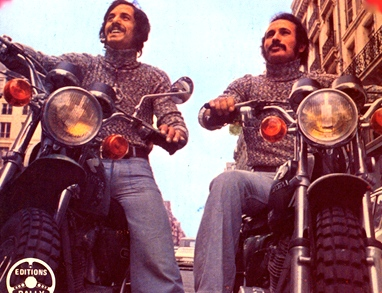
Le duo Rachid et Fethi formé en 1970 par Rachid Baba Ahmed et son frère Fethi, les deux icônes de Tlemcen natifs de la même ville.

Tlemcen est un des berceaux de la musique andalouse.
Tlemcen est un centre important et est un des berceaux de la musique arabo-andalouse : de nombreux artistes de ce genre musical sont originaires de cette cité. Cette musique est étroitement associée à la vie tlemcèniene depuis la légende de Ziriab et de son luth d'argent. Du fait de son ancien statut de jumelle arabe de Grenade, elle a su préserver et développer la forme musicale arabo-andalouse de style gharnati.
Tlemcen est également le berceau du hawzi, un autre genre musical qui découle de la musique andalouse (dont le musicien-poète du XVIIe siècle, Ben Messaîb est un représentant) et du hawfi, un genre poétique féminin. Le Festival national de musique hawzi est ainsi organisé à Tlemcen.
Le chant féminin est présent avec plusieurs versions originales : Cheikhate, Moussamiâte et f'qirate.
L'allaoui, une autre des musiques de Tlemcen et de sa région (Nedroma, Maghnia, Ghazaouet, Sebdou, MSirda Fouaga, etc.), était jouée et dansée par les guerriers berbères.

### Musées

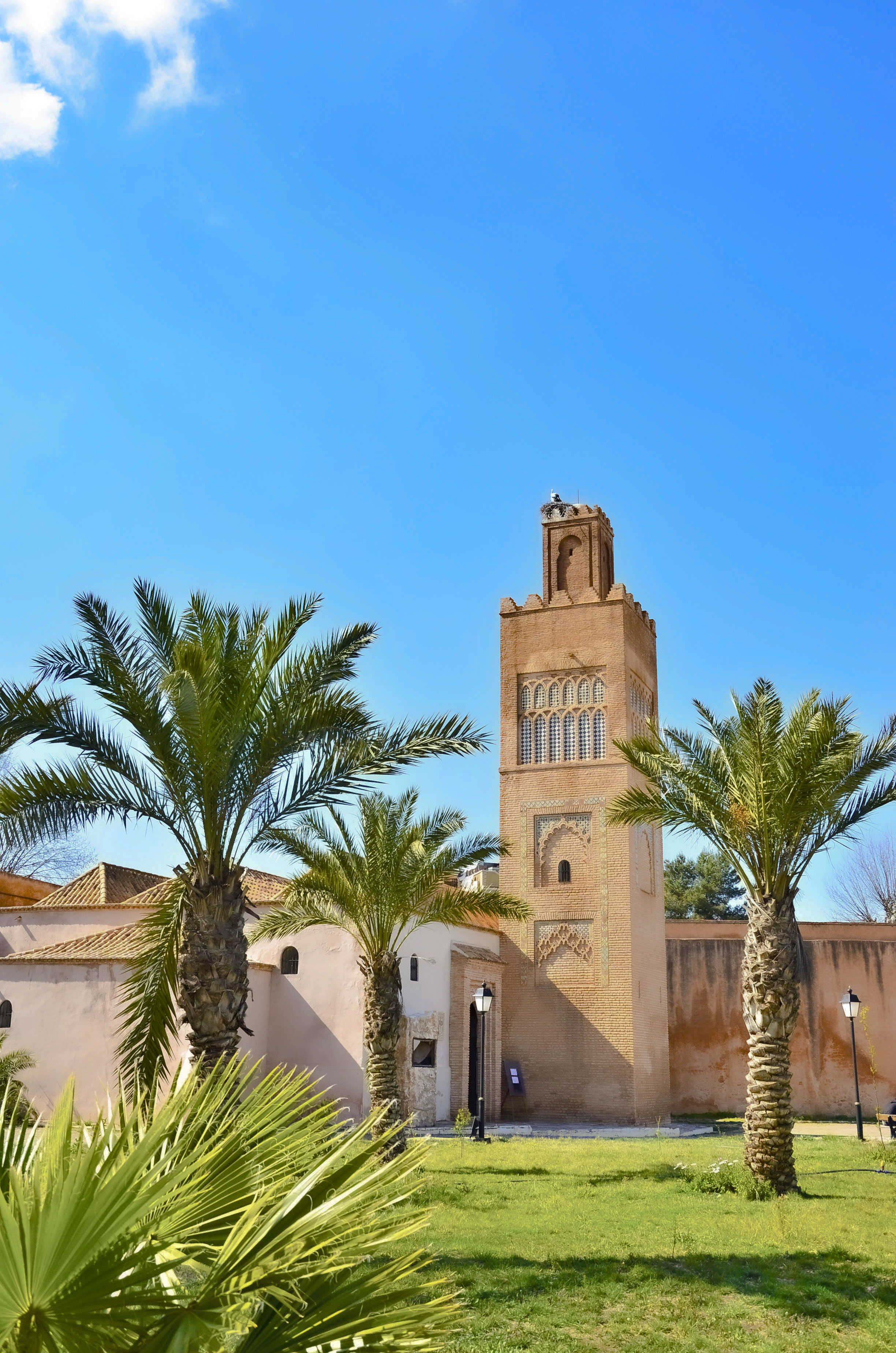
Musée des rites musulmans.

Le musée de Tlemcen est situé dans l'ancienne médersa de Tlemcen inaugurée en 1905 et dont l'architecture a été inspirée de l'art musulman. Il comporte des collections d'archéologie musulmane, d'antiquités constituées essentiellement de pierres tombales romaines de Pomaria (Tlemcen), Altava (Ouled Mimoun) et Numerus Sirurum (Maghnia) et d'objets préhistoriques provenant principalement de la région mais aussi de certaines villes du Sud du pays comme Tindouf et Adrar. Le musée a connu une extension dans le cadre de la manifestation culturelle « Tlemcen 2011, capitale de la culture islamique ».
Le musée national d'art et d'histoire de Tlemcen, inauguré en 2009, a été aménagé dans l'ancienne mairie de Tlemcen située au centre-ville et qui a été entièrement restaurée. D'une superficie de 2 000 m2, il est doté de plusieurs salles d'exposition et de deux laboratoires. Il est consacré à la présentation des arts de la civilisation islamique, de certaines dynasties qui se sont succédé au Maghreb, telles que les Zianides et les Almohades.
Le musée Moudjahid a ouvert ses portes en janvier 2011. Construit dans le style hispano-mauresque, il est géré par le Ministère des Moudjahidines. Consacré à la Wilaya V (Oranie) pendant la guerre d'Algérie, il présente divers documents historiques concernant la lutte pour l'indépendance nationale, dont une collection de photos des « martyrs de la Révolution » dans la région de Tlemcen mais aussi des documents sur la résistance populaire et la lutte nationale pendant toute la période coloniale.

### Monuments et sites
Plusieurs de ses monuments font référence en matière d'architecture hispano-mauresque.

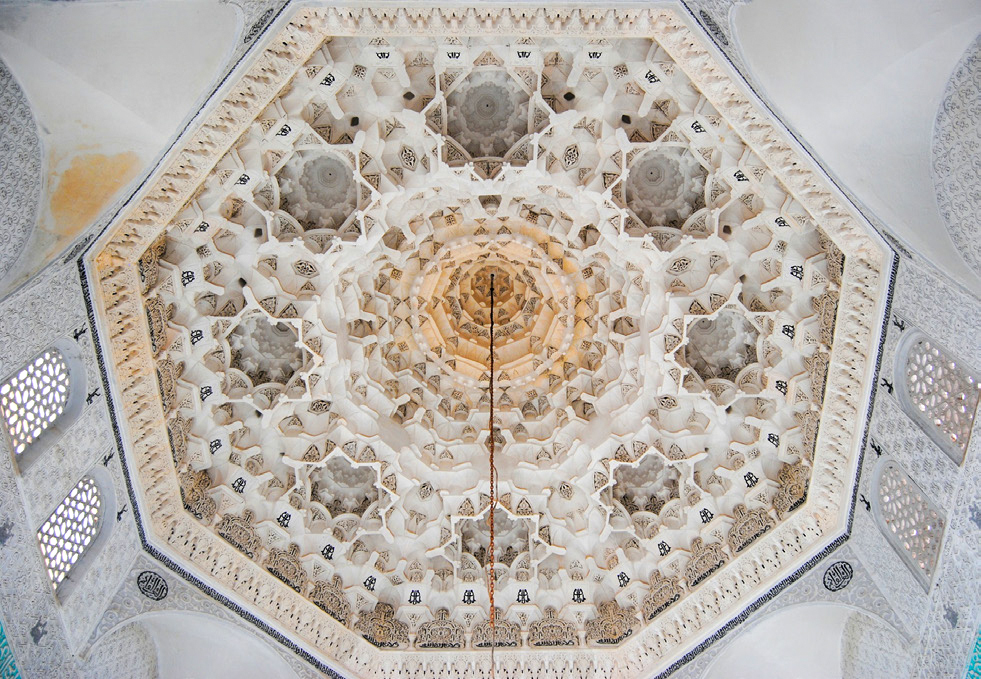
Nouvelle coupole du mausolée du complexe Sidi Ibrahim (Yaaqubiyya), vue intérieure.

La Grande Mosquée de Tlemcen, datant de 1136, est le dernier vestige d'architecture almoravide en Algérie avec la Grande Mosquée de Nedroma et la Grande Mosquée d'Alger, avant un minaret datant de la période zianide. L'ornementation du mihrab rappelle celle de la Grande Mosquée de Cordoue. La salle de prière de la mosquée, construite vers 1082, reçoit en 1136 des embellissements révélant l'influence andalouse.
La mosquée Sidi Boumediene, située dans la médina d'El Eubbad, un piton rocheux dominant la plaine de Tlemcen, est édifiée par le sultan mérinide Aboul Hassan appelé « Sultan Noir » au XIVe siècle. Elle fait partie d'un complexe qui comprend également une médersa jouxtant la koubba où est inhumé Abou Madyane. Elle fait de ce site l'un des sanctuaires de l'art hispano-mauresque. 
La mosquée de Sidi Bellahsen, petit sanctuaire édifié par le sultan abdelwadide Othman en 1296, abrite le musée de la ville. Le grand bassin est creusé par le sultan Abû Tâshfîn. La mosquée de Sidi al-Halwi située au nord de la ville, est consacrée à un autre andalou, Sidi al-Halwi.
Du palais El Mechouar des souverains abdelwadides a connu des travaux de restauration, afin d'en faire un espace culturel. De même, de la ville mérinide du XIVe siècle, la Mansourah, située dans les faubourgs occidentaux de la ville, il ne reste que des pans de murailles rosés courant au milieu des oliveraies et un minaret dressé dans la campagne.
Parmi les trente portes historiques de le médina, les seuls vestiges qui subsistent sont ceux de Bab el-Hdid (porte du Fer) au sud, Bab el-khemis (porte du jeudi) à l'ouest et Bab el-Qarmadin au nord ; cette dernière a été le théâtre d'une tentative de meurtre contre Yaghmoracen par le chef de sa garde chrétienne,. Il existe également des vestiges des anciens remparts d'Agādīr et de Tāgrārt.
Le tombeau de la princesse, appelé ainsi parce qu'on y a retrouvé l'épitaphe d'une princesse (descendante de Yaghmoracen) morte en 1412 et celle d'une femme de sang royal, est une kouba construite en briques sur un plan octogonal, le bois sacré de Sidi Yakoub se situe à proximité. 
Le hammam al-sabaghîn (hammam des teinturiers) est un bain de type arabe avec des caractéristiques hispano-mauresques.

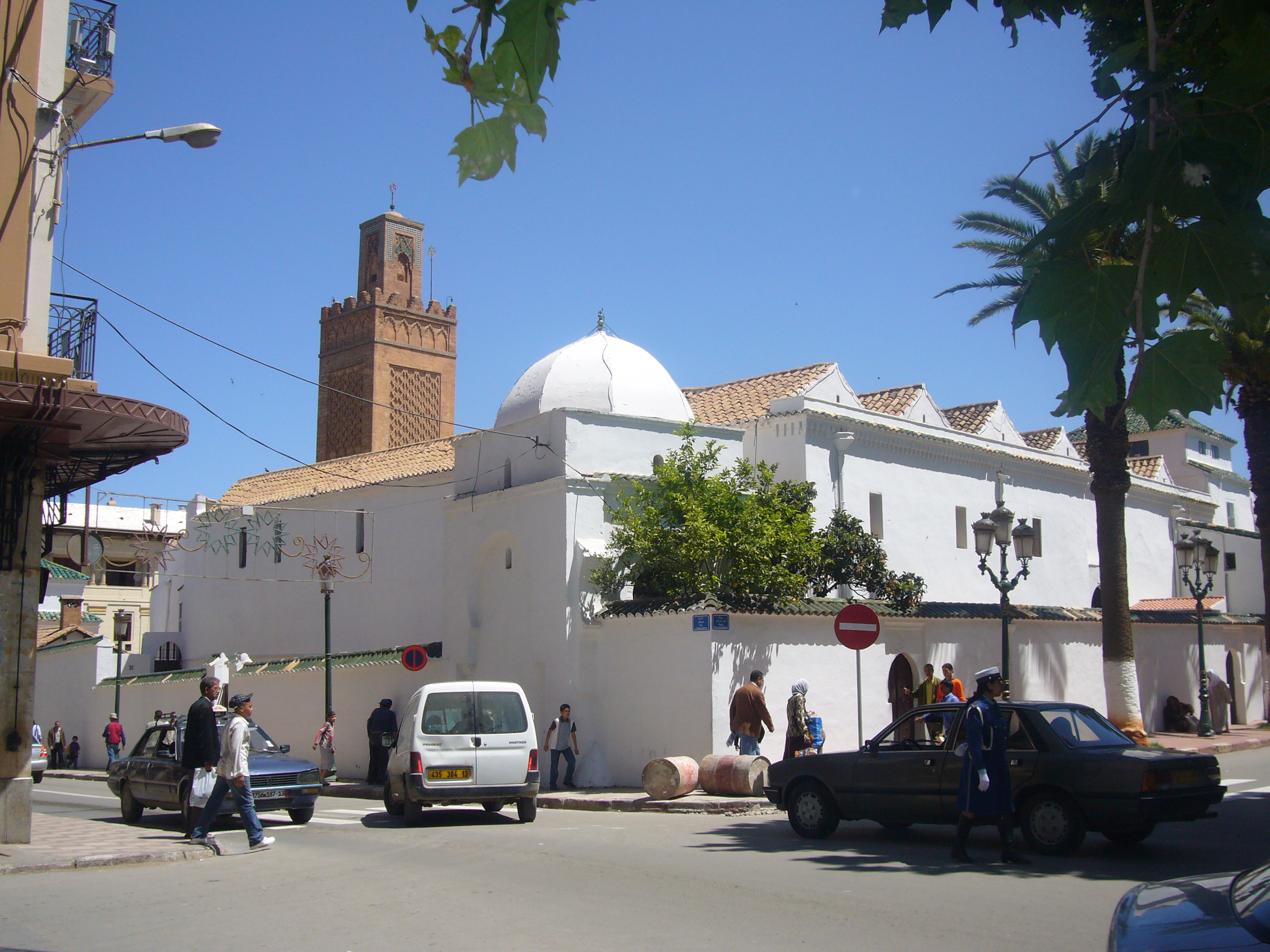
Angle de la Grande Mosquée vue de la place Mohamed-Khemisti.
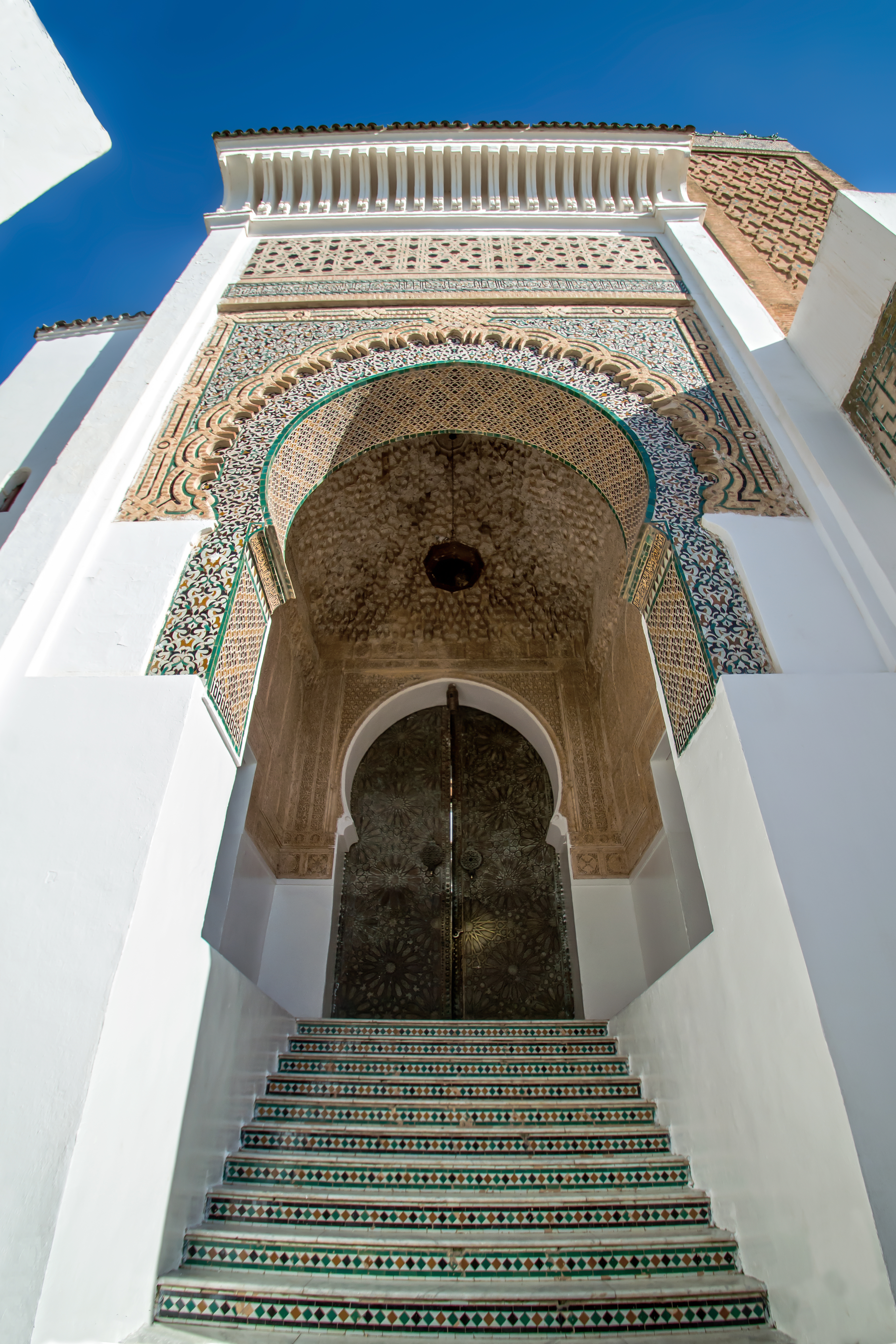
Porche de la mosquée Sidi Boumediene.
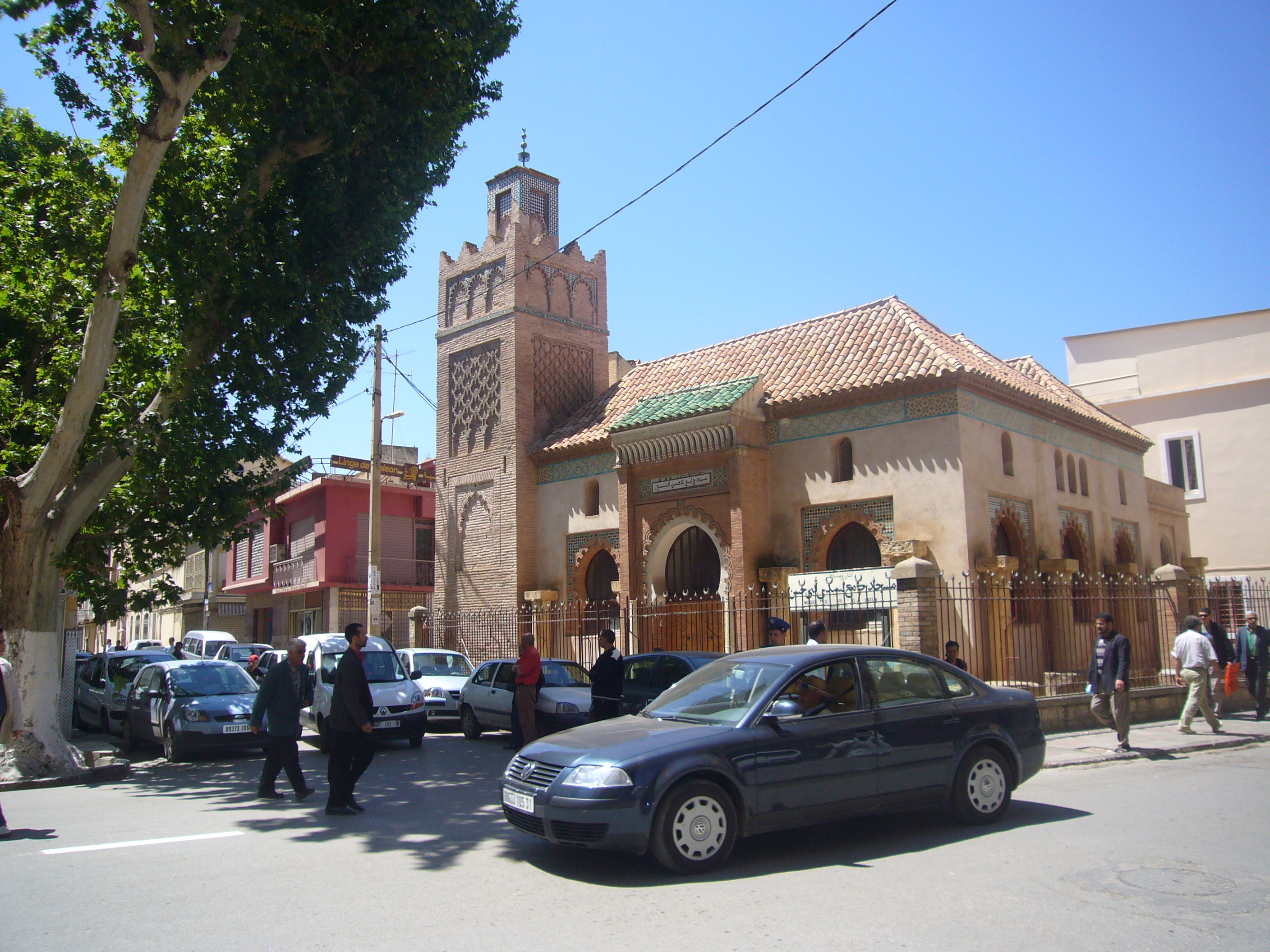
Mosquée de Sidi Bellahsen.
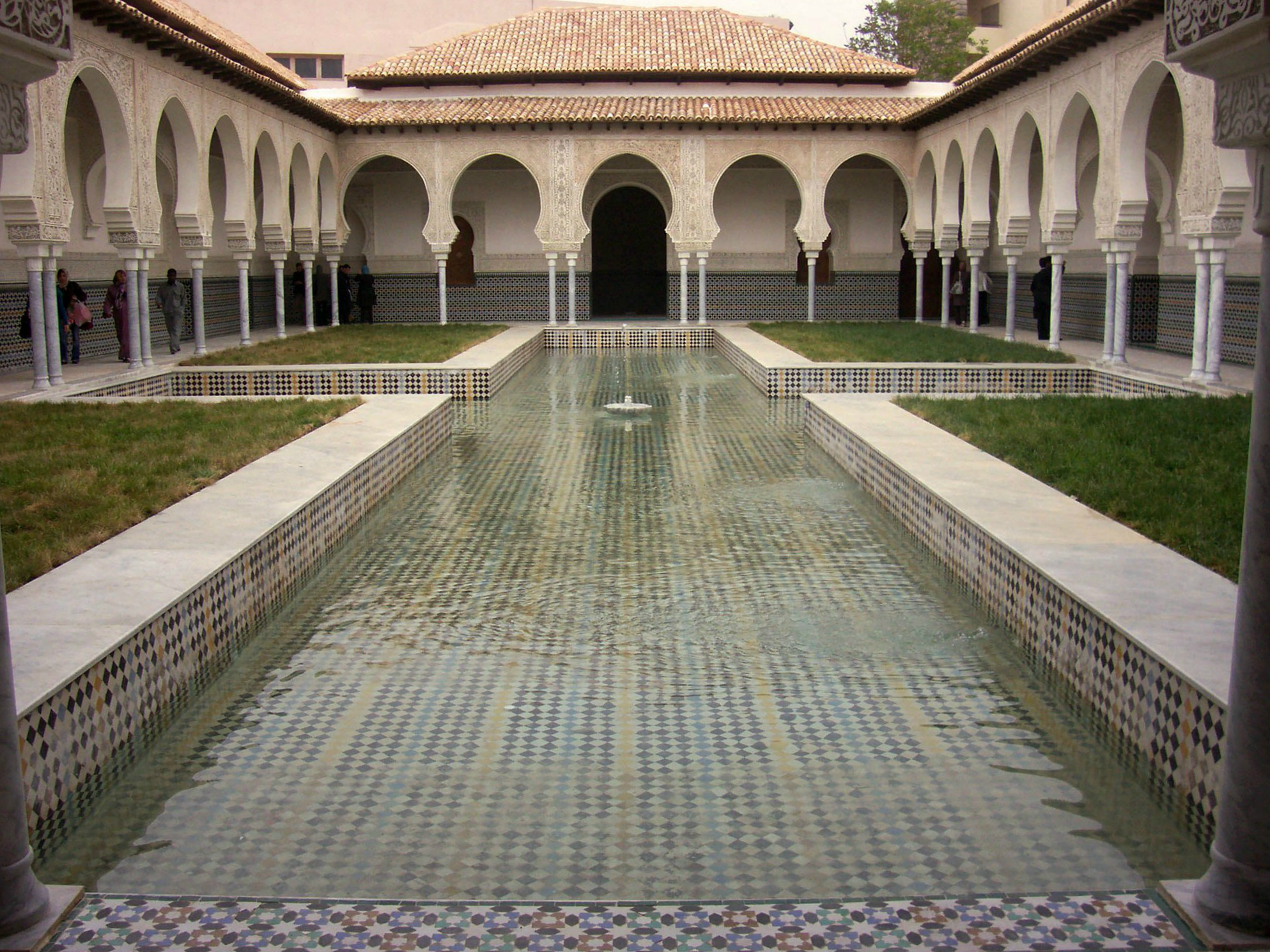
Le palais El Mechouar à l'intérieur.
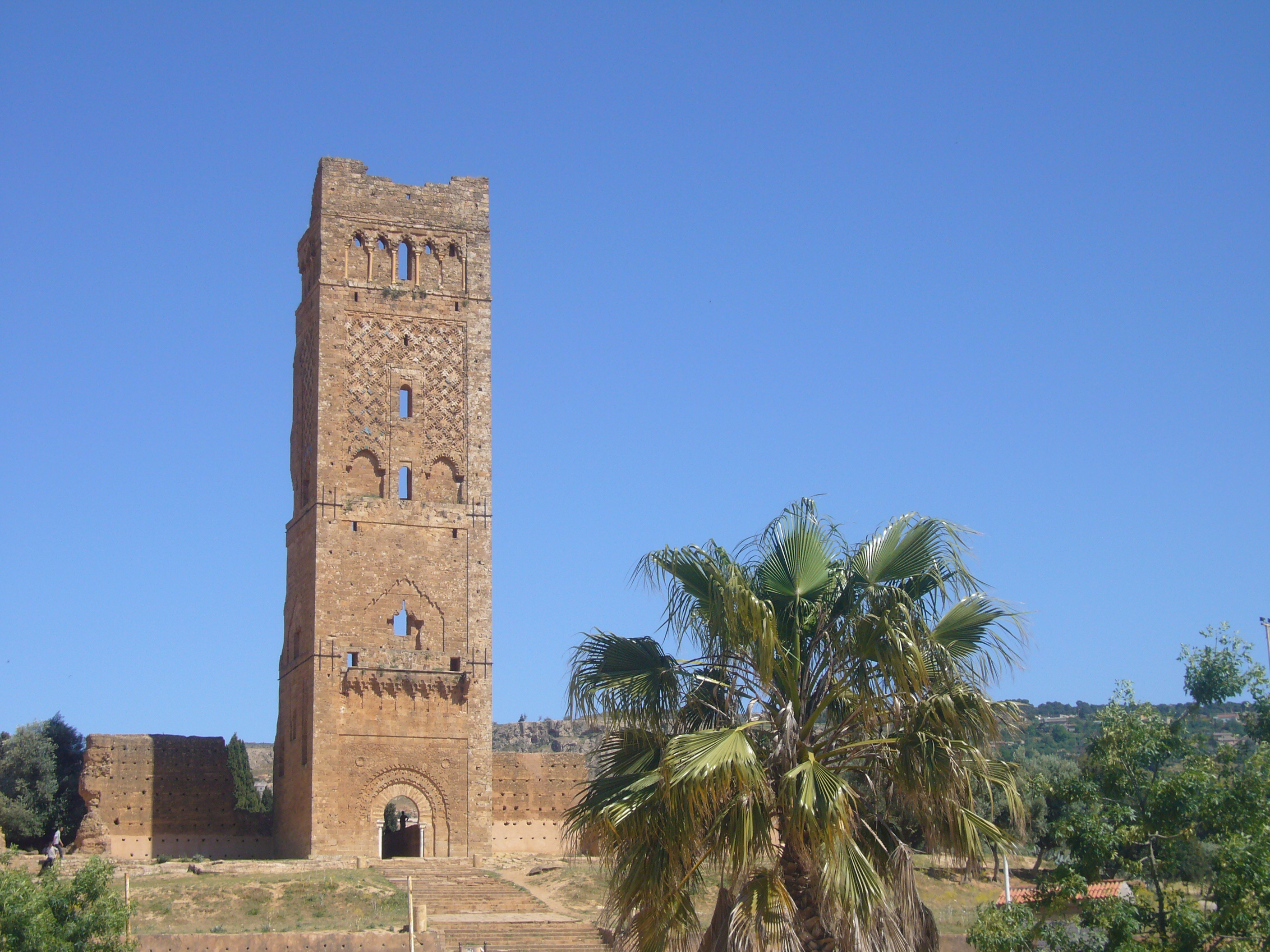
Le minaret de la Mansourah.

### Littérature
Le roman La Grande Maison de Mohammed Dib retrace la vie quotidienne des musulmans de Tlemcen dans l'Algérie de 1939. L'histoire se déroule dans une maison collective où s'entassent plusieurs familles et dont le héros est un petit garçon d'une dizaine d'années. Le roman a été adapté à la télévision algérienne sous forme de feuilletons.

### Costume traditionnel
Les habitants de la ville de Tlemcen, au riche passé ont montré et montrent encore un goût très raffiné pour l'habillement. C'est au XVIe siècle que l'art du costume sous l'influence ottomane atteint son apogée dans la cité. Tlemcen, qui fut longtemps un centre d'échanges et de productions, devait surtout sa renommée à la fabrication de tapis et de tissages de laine, entrant dans la confection des haïk et des burnous ainsi que dans la sellerie brodée. Au cours de l'âge d'or de la ville entre le XIIIe siècle et le XVe siècle (alors capitale des Zianides), des tisserands, tailleurs, brodeurs et bijoutiers, produisaient des soieries, des laines et des bijoux, parmi les plus recherchés du Maghreb.
Malgré le déclin des industries textiles locales au XXe siècle, l'art de tisser le mensouj, un luxueux tissu à rayures doré ou argenté fait à la main, et l'art de broder des caftans et des coiffes en velours brodées, persistent encore aujourd'hui. La Tlemcénienne est restée la plus traditionaliste des femmes d'Algérie. Parmi les costumes citadins algériens, seul celui de Tlemcen réussit à sauvegarder l'ensemble de ses composantes anciennes.
Son costume féminine rassemble un ensemble unique de costumes dans lesquels des éléments d'origines différentes fusionnent, créant un mélange hybride de styles :
- le rda, est un péplos drapé d'origine berbère en soies légères unies ou fleuries ;
- le karakou, veste ajustée en velours brodé de fils dorés et argentés, est un costume algérois adopté par les femmes de Tlemcen. La variante locale se distingue de celui d’Alger par la présence d'une jupe en mensouj à la place du sarouel ;
- la blousa, descendante de la tunique médiévale abaya puis transformée au début du XXe siècle en une robe longue à manches courte ;
- la chedda de Tlemcen ou lebset el-arftan (« la tenue du caftan) », est l'élément le plus riche et le plus cher du costume de cérémonie de Tlemcen. Il est composé d'un manteau de velours droit et court, appelé arftan, brodé de motifs dorés ou argentés qui est porté sur une blousa traditionnelle en tissu mensouj. Elle se compose également d'un fouta et sa ceinture hzam, un voile court en tulle posé sur une coiffe conique (chechiya) en velours richement brodée, et d'une parure complexe.

La chedda de Tlemcen est inscrite au patrimoine culturel immatériel de l'humanité depuis 2012.
L'homme revêtait le haïk, le burnous, la kachabia (une longue tunique), la 'abia (même modèle en soie). Au XIVe siècle, Ibn Khaldoun mentionne que les haïks et les burnous de Tlemcen sont les plus recherchés sur les marchés d'Orient et d'Occident. A ces premières pièces vinrent s'ajouter la chemise (qmedja), la veste de drap ou de toile (ghlila), les gilets sans manches (mqafel), le sarouel et la djellaba.
L'hiver, l'homme ajoutait le burnous, comme de nos jours. Ce burnous pouvait être de drap de laine d'agneau noir (khidous) ou de laine brune en poil de chameau (oûbar). Il mettait un autre burnous, de qualité, en laine blanche bouclée (mah'arbel), fabriqué à Tlemcen. En été, le burnous de laine était remplacé par un burnous léger, à la campagne, par la djellaba, elle aussi tissée à Tlemcen et faite de laine blanche grise ou rayée de brun et blanc. Le citadin préfère la gandoura blanche. Aujourd'hui, elle est également faite de drap, de gabardine de soie ou de laine pure, elle peut être de ton beige, marron, bleu foncé ou gris.

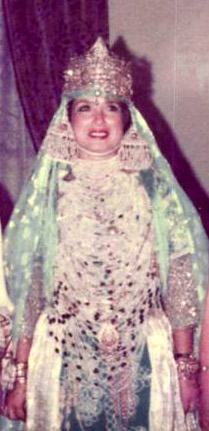
Une femme portant la chedda de Tlemcen.
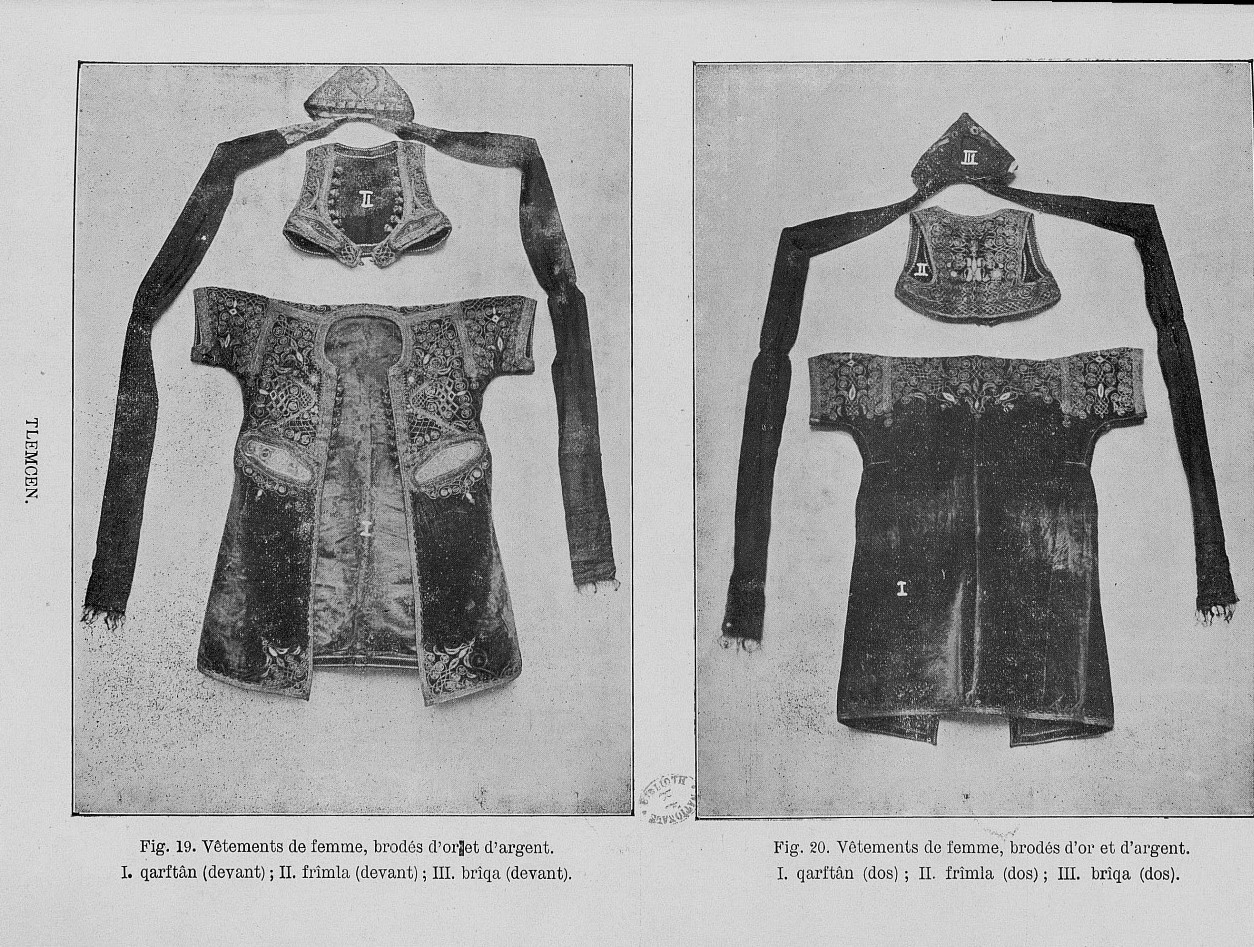
Qarftan et ancienne frimla (devant et dos), au début du XXe siècle
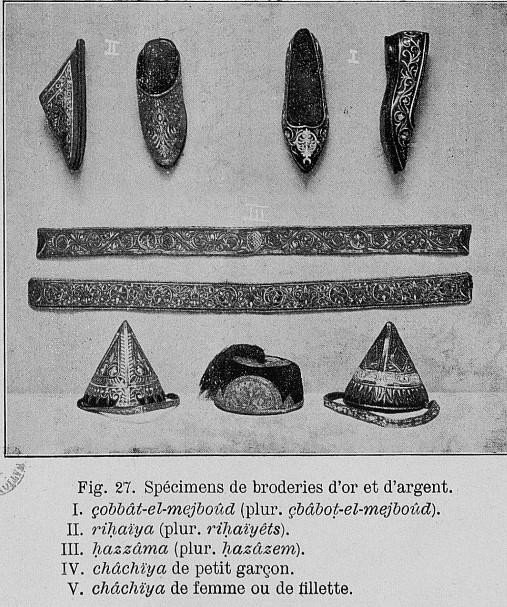
Chachiya conique et autres produits brodés, au début du XXe siècle
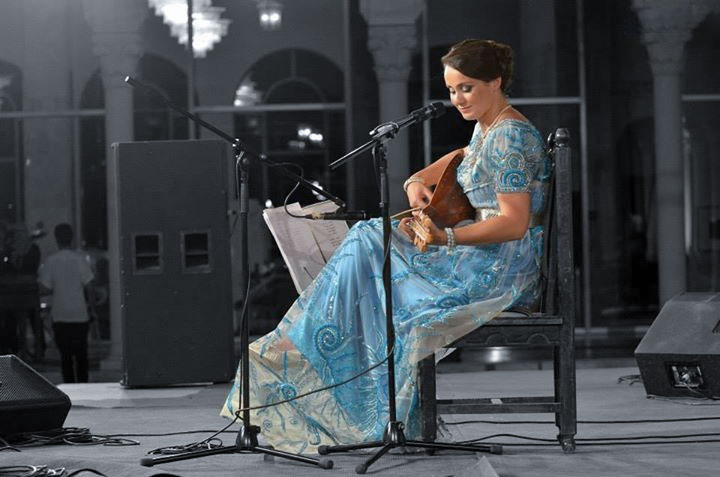
Lila Borsali, interprète de musique arabo-andalouse en blousa.
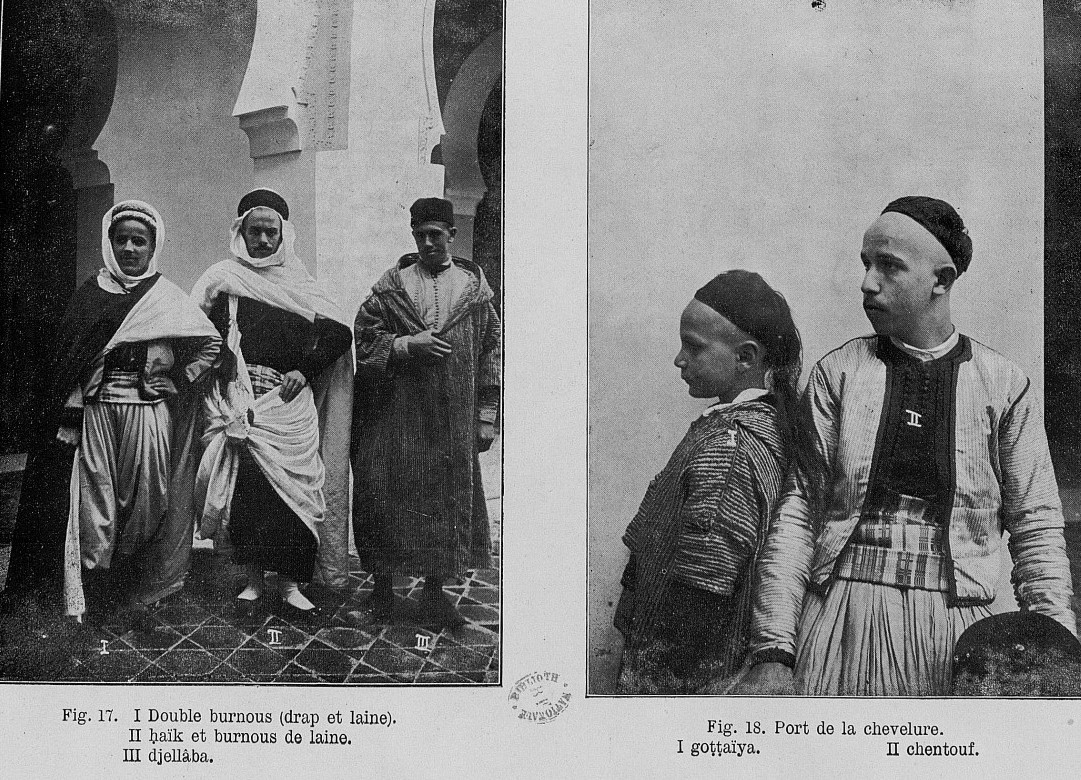
Hommes de Tlemcen au début XXe siècle : burnous, haïk, djabadouli et djellaba.
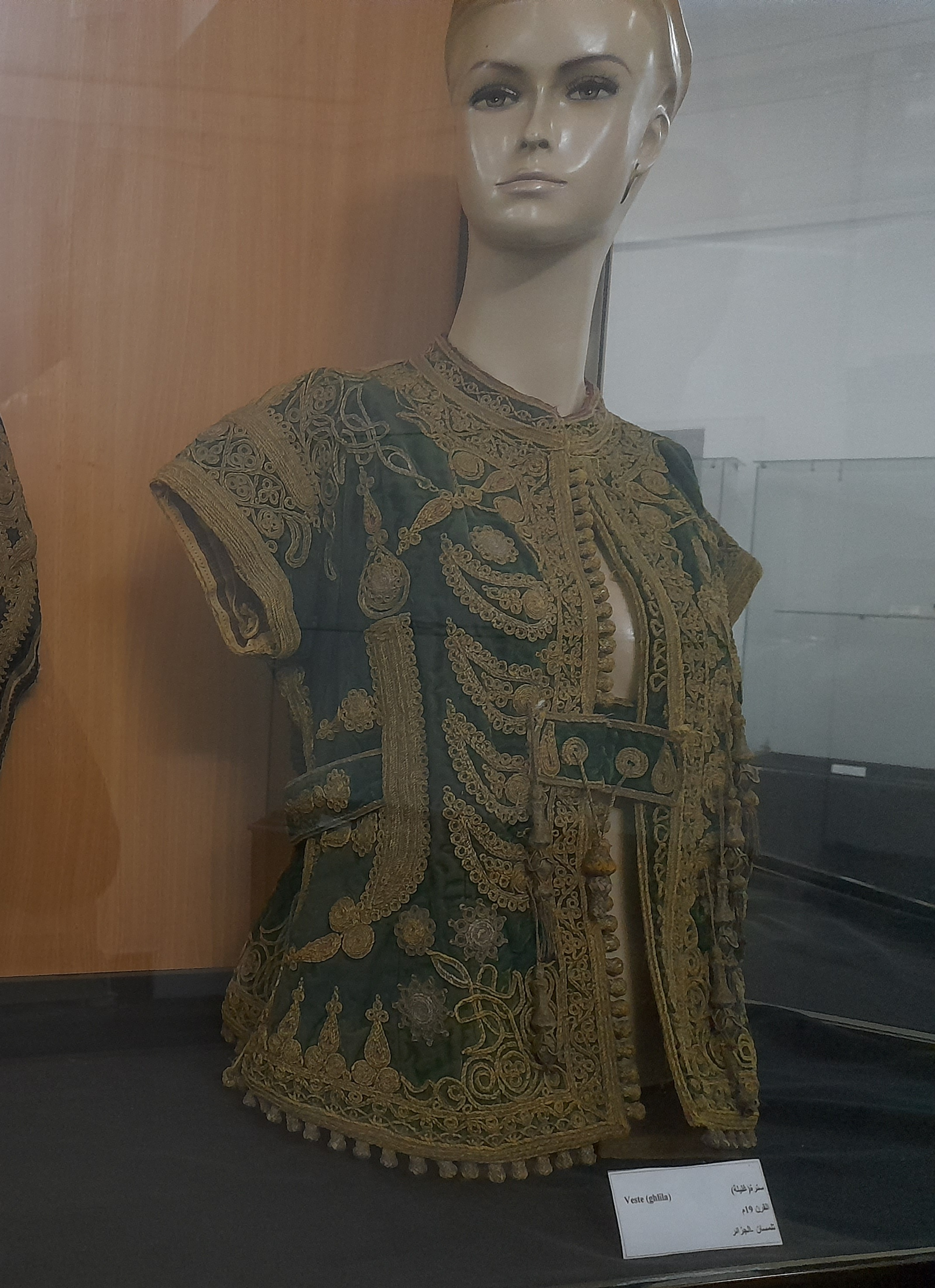
Ancienne ghlila de Tlemcen (XIXe siècle)

### «Tlemcen 2011, capitale de la culture islamique»

Logo « Tlemcen 2011, capitale de la culture islamique ».

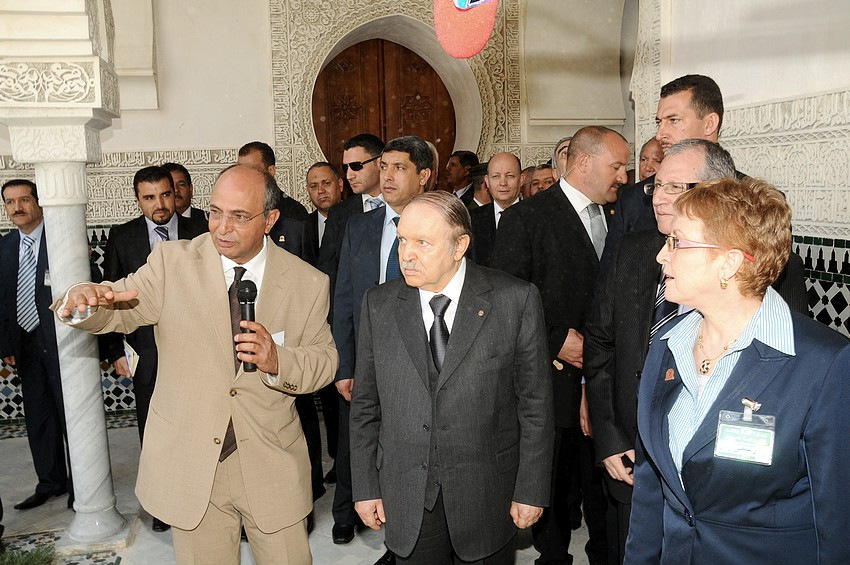
Le président de la République Abdelaziz Bouteflika accompagné du ministre de la Culture Khalida Toumi lors de la manifestation culturelle.

Tlemcen a obtenu en 2011 le statut de capitale de la culture islamique pour la région arabe aux côtés de Nouakchott. Cette manifestation s'accompagne par plusieurs opérations, telles que la restauration de tous les sites et monuments historiques classés au patrimoine national, notamment les mosquées, le palais El Mechouar et le complexe religieux de Sidi Boumediene, et l'initiation d'un plan de restauration et de préservation pour la vieille médina.
En outre, il était prévu la réalisation de quatre musées consacrés à l'art et à l'histoire, à la numismatique, aux manuscrits et aux arts traditionnels, d'un musée des cultures populaires à Beni Snous et d'un centre d'études andalouses.
Cette manifestation culturelle est marquée par plusieurs festivals et des semaines culturelles des pays islamiques, que présentent les 49 États membres de l'Organisation islamique pour l'éducation, les sciences et la culture. À cela s'ajoutent des semaines culturelles des 48 wilayas du pays qui sont axées sur le patrimoine islamique ainsi que sur les arts du récit et de la parole dans chaque wilaya.
Une dizaine d'expositions sont aussi organisées sur des thèmes tels que les relations historiques entre Tlemcen et l'Andalousie, l'échange Béjaïa-Tlemcen, Bachir Yellès, etc. Cette manifestation est aussi l'occasion de doter la ville et sa région d'infrastructures culturelles et de faire rayonner l'image de l'Algérie, de son histoire et de son peuple.

## Économie
Après l'indépendance, les relations de Tlemcen avec Oran se sont renforcées dans le domaine des échanges de biens. Mais la ville n'était pas avantagée par la politique économique algérienne, même si l'intégration à l'économie nationale s'est renforcée. Tlemcen a su organiser autour de sa wilaya un réseau qui s'appuie sur un ensemble de villes : Sebdou, Remchi, Nedroma et Maghnia ; il a permis le développement des activités industrielles et commerciales de la ville et le drainage des revenus agricoles à son profit.
La ville abrite diverses unités industrielles : huileries, tanneries, filatures et tissages de la soie, usines d’enfûtage de gaz, fabrique de matériel téléphonique. 
Depuis les années 2000, la ville connaît un boom immobilier et réalise de grands travaux. Cependant, elle souffre toujours du chômage et du marché noir.

### Artisanat

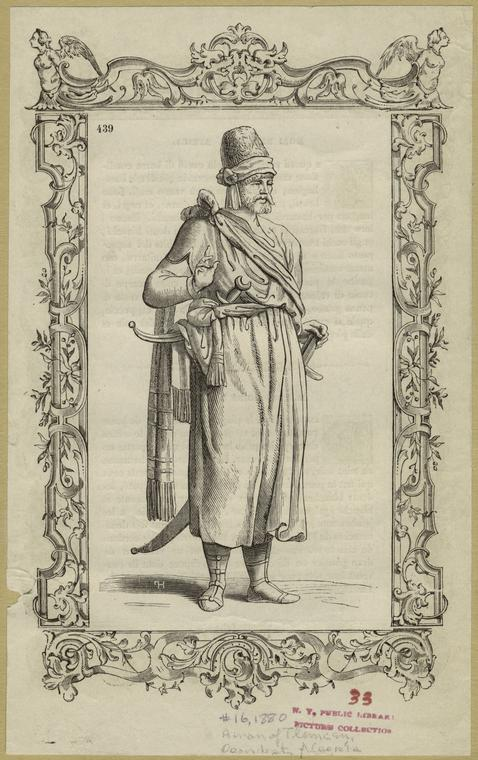
Costume traditionnel masculin de Tlemcen.

Tlemcen est une vieille ville artisanale. La fabrication du tapis, qui était considérée comme l'un des métiers artisanaux les plus réputés, a constitué durant les années 1960 et 1970 un véritable moteur de la tapisserie locale : Tlemcen exportait des milliers de tapis vers des pays étrangers, notamment vers la France et l'Allemagne. Le secteur a cependant vécu une régression sensible au cours des décennies suivantes, due essentiellement à la cherté des matières premières et des contraintes de commercialisation, notamment vers l'étranger.
Tlemcen est aussi réputée pour la confection des habits traditionnels féminins. Chaque quartier est connu pour sa spécialité, le métier prédominant ayant donné son appellation au quartier et ruelles qu'il occupe. Ces métiers ont connu une régression même si, depuis les années 2000, l'État encourage la formation professionnelle dans ce domaine par l'ouverture de plusieurs branches et spécialités artisanales et la mise en place de mécanismes pour promouvoir la création de micro-entreprises.

### Tourisme

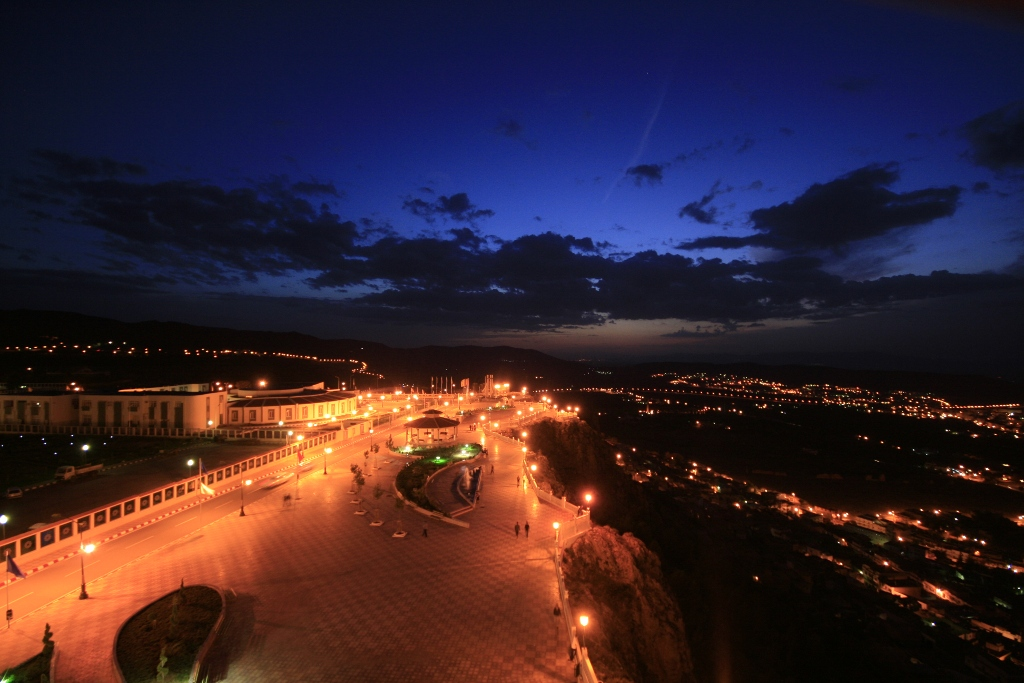
Plateau de Lalla Setti.

La wilaya de Tlemcen compte 45 sites naturels et historiques classé par le ministère de la culture algérien, vingt sites et monuments sont situés à la commune : Honaïne, les mosquées almoravides de Tlemcen et Nedroma, Abou Madyane, la médersa d'El-Eubbad, la mosquée de Sidi Bellahsen, la mosquée de Sidi El Haloui, le palais El Mechouar, les villages de Tlata et Zahra, la mosquée de Beni Snous, les ruines de Mansourah, le sanctuaire du Rabb, les grottes d'Aïn Fezza, Bab El Qarmadin, le minaret d'Agadir, le plateau de Lalla Setti, etc.
Parmi les sites touristiques, on peut citer :
- le plateau de Lalla Setti : plateau équipé d'aires de jeux et de détente qui domine la ville et offre un panorama sur la cité et ses alentours, il abrite la koubba de Lalla Setti[9] ;
- le tombeau du rabbin Ephraim Encaoua : lieu de pèlerinage pour la communauté juive de Tlemcen ;
- les cascades : lieu de promenade et de baignade pour les Tlemcéniens avec « Le Gouffre » (El Ourit), nom de l'oued Mefrouch lors de sa chute en bassins successifs vers l'oued Safsaf ;
- les grottes d'Aïn Fezza : trois salles souterraines garnies de stalactites et stalagmites.

À l'hiver très froid, neigeux en raison de l'altitude (plus de 800 m) mais ensoleillé, succède un printemps précoce qui fait éclore dès le mois de février, les fleurs de cerisiers et de pêchers. Dans ce contexte, la célèbre Fête des cerises attire à Tlemcen des dizaines de milliers de visiteurs[réf. nécessaire].

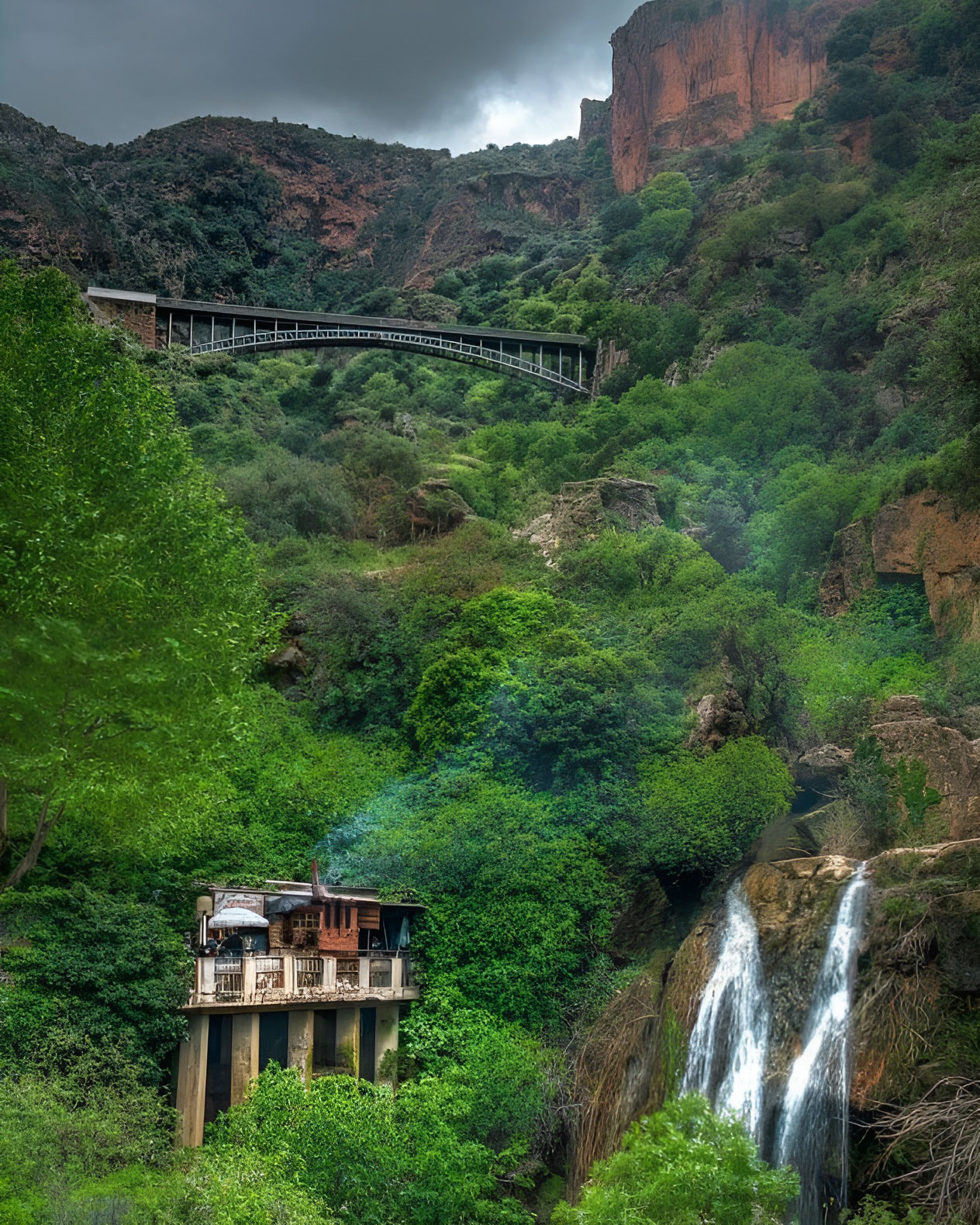
Vu sur les cascades d'El-Ourit et le pont Eiffel.

## Vie quotidienne

### Sports

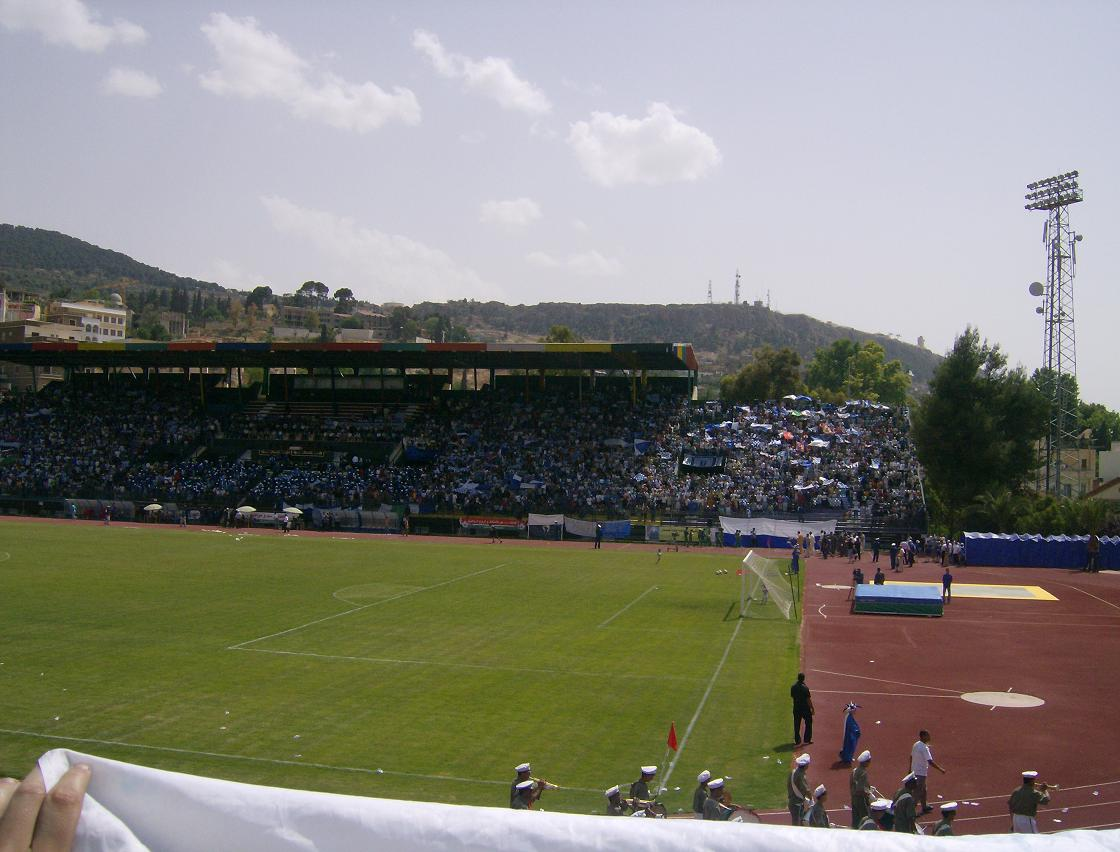
Stade Akid Lotfi.

Tlemcen a eu des clubs sportifs durant la période coloniale notamment à partir des années 1930 lorsque fut créée la Jeunesse Sportive Musulmane de Tlemcen (JSMT) par un groupe de jeunes tlemceniens nationalistes en 1937. Plus tard, la JSMT fusionnera avec l'Union Sportive Franco-Musulmane de Tlemcen (USFAT) pour fomer le Racing Club de Tlemcen (RCT) en 1956 en pleine guerre de libération nationale. Les jeunes tlemceniens ont montré leur fidélité a la JSMT qui renaitra apres l'indépendance, notamment sous l'impulsion de Chouaib Bekhechi et ses compagnons qui étaient déjà parmi les fondateurs du club en 1937. Mais c'est le WAT qui sera le club sportif dominant depuis l'indépendance de l'Algérie à nos jours. Le complexe sportif Akid Lotfi, situé à Birouana et d'une capacité de 25 000 places, est l'infrastructure sportive la plus importante de la wilaya de Tlemcen. Le complexe a bénéficié de travaux d'aménagement entre 2003 et 2008,.
Le Widad Amel Tlemcen, domicilié au complexe sportif, est le club de football de la ville ; il a évolué longtemps en Ligue 1 professionnelle, décrochant au passage 2 coupes d’Algérie en 1998 et en 2002. Le basket-ball connaît un regain d'activité dans la ville grâce à la création en 2003 d'une section au sein de l'association du complexe sportif qui vise à revivre les performances du Club sportif de Tlemcen actif durant les années 1970.
Le secteur sportif s'est par ailleurs renforcé par la réalisation en 2010 d'un stade d'athlétisme sur les hauteurs de la ville, au plateau de Lalla Setti. Cette infrastructure est destinée à la préparation d'athlètes professionnels ainsi qu'à la vulgarisation de la pratique de plusieurs disciplines liées à l'athlétisme.
La ville se dote aussi d'un aéro-club en 1974. Relancé en 1999, il forme du personnel navigant et non navigant pour les sports aériens.

### Santé
Tlemcen dispose d'une dizaine de cliniques et d'un centre hospitalo-universitaire (CHU) réalisé dans les années 1950 et d'une capacité de 800 lits. Un nouveau CHU de 400 lits sera réalisé dans la commune de Chetouane.

### Parcs et jardins

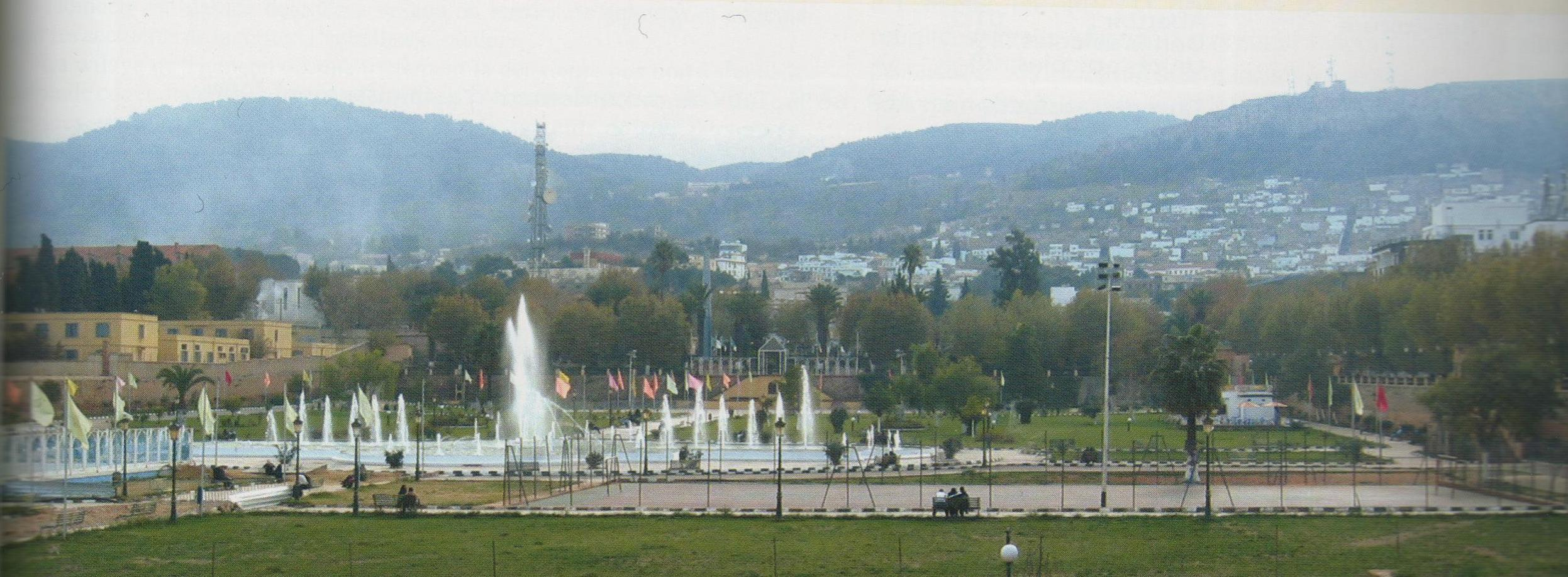
Le grand bassin.

Le parc national de Tlemcen créé en 1993, est l’un des parcs les plus récents d’Algérie. Il s'étend sur sept communes, principalement : Tlemcen, Mansourah et Aïn Fezza. Il protège d’importants vestiges archéologiques, des sites historiques et des monuments de grande valeur de la région de Tlemcen, à l'instar du complexe religieux d'El Eubbad, composé de la mosquée de Sidi- Boumediene et de son mausolée, de Dar Soltane, des ruines de Mansourah. Le parc de Tlemcen recèle aussi d'autres sites naturels : les cascades d'El Ourit, les grottes de Beni Add (commune d'Ain Fezza), les forêts d’Ifri, Zariffet et Aïn Fezza. Le parc comporte des zones humides qui accueillent, à chaque saison, des milliers d'oiseaux migrateurs. Le parc compte aussi plusieurs espèces rares ou en voie de disparition dont l'aigle royal, la genette, la belette, le porcs-épics et le caméléon. Le parc représente une perspective d’extension potentielle qui consiste à l'intégration de nouveaux sites naturels et touristiques dans « le patrimoine du Parc national ».
Le plateau de Lalla Setti situé à plus de 1 000 mètres d'altitude, surplombe la ville de Tlemcen. Ce site naturel a été aménagé pour devenir une destination touristique très fréquenté par les Tlemcéniens. Le plateau s'est transformé en un vaste espace de villégiature pour les familles et les touristes nationaux, il s'est doté de diverses infrastructures de divertissement. La mise en fonction d'un téléphérique moderne a rendu le site plus accessible. Dans le parc, une koubba, qui abrite les restes de Lalla Setti (une héroïne du grand siège de Tlemcen) est un mausolée très visité par les femmes. Selon une croyance locale, les femmes stériles déposent leurs ceintures dans l'espoir d'avoir des enfants. Le site comporte aussi la forêt du Petit perdreau, fréquentée par les randonneurs.
La ville est dotée de plusieurs jardins dont ceux de sa banlieue situés entre les collines d'El-Kalaâ et El-Eubbad, le jardin expérimental d'El-Hartoun, semblable en dimension réduite, à celui d'El-Hamma (Alger) et le jardin du grand bassin, connu sous le nom de « Sahridj M'beda », dont les contours en profondeur furent édifiés au XIVe siècle par le roi zianide Abû Tâshfîn.

### Les mariages à Tlemcen

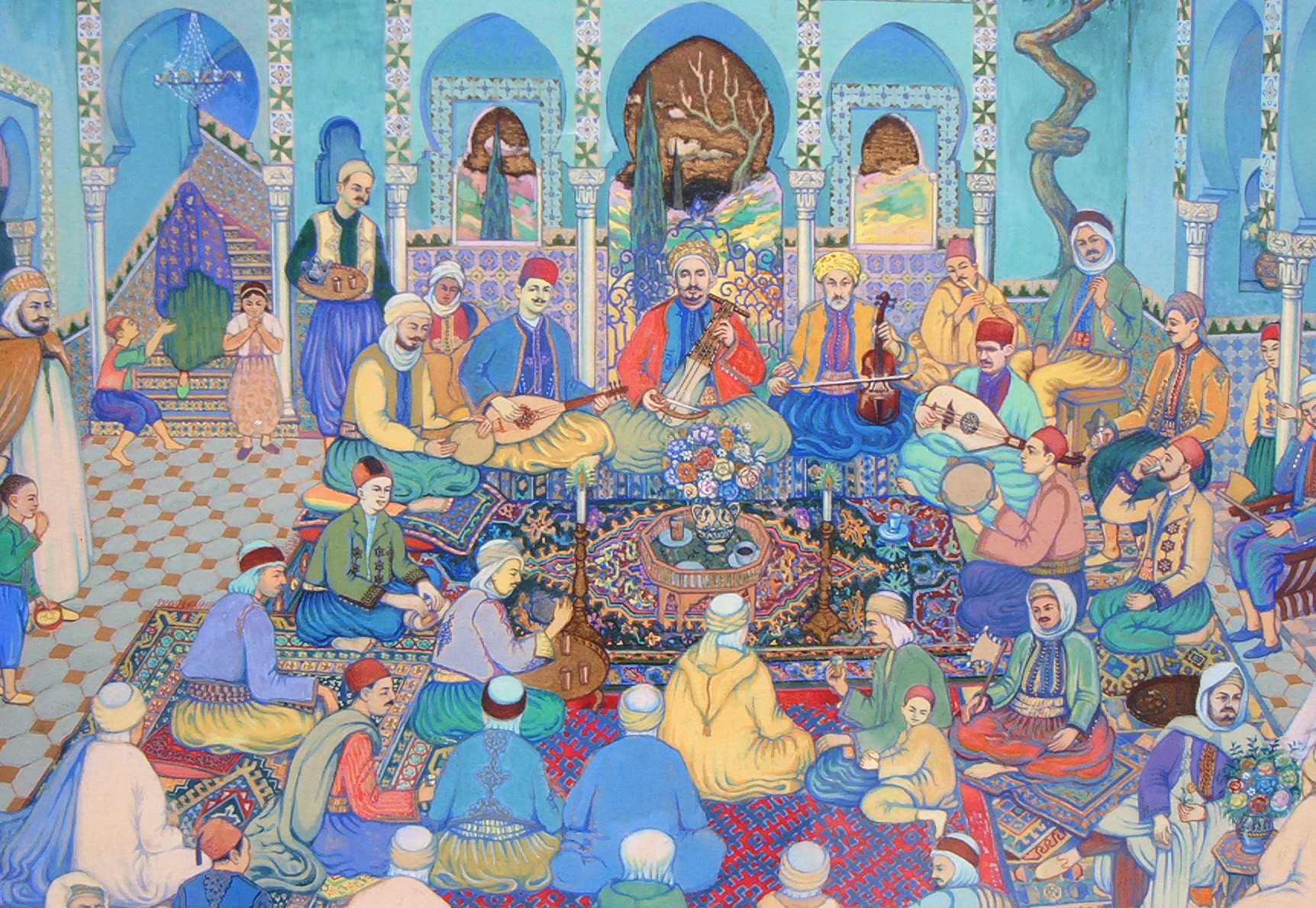
Larbi Bensari animant une soirée musicale à Tlemcen selon une miniature de Bachir Yellès.

À Tlemcen, les anciens attachaient beaucoup d'importance au lien unissant deux familles à l'occasion d'un mariage. S'il durait quatorze jours dans le passé, soit sept jours de préparatifs et sept jours pour les cérémonies de mariage,, il ne dure plus que trois jours.
Le premier est consacré à la soirée des fiançailles, cérémonie qui officialise l'union à travers la bague et la hana (corbeille remplie de friandises disposées sur des feuilles de henné). Le second s'articule autour de la cérémonie de mariage elle-même. Les amis et la famille du mari forment un cortège pour amener la mariée et la « sortir » de chez elle ; ce cortège se fait à dos de cheval, généralement blanc pour le marié qui porte un burnous de la même couleur, tandis que la mariée est habillé d'une chedda, enveloppé d'un haïk, symbole de pudeur et de noblesse. La fête du mariage se déroule dans la soirée, avec un dîner et différents gâteaux traditionnels préparés pour l'occasion et accompagnés du son de la musique andalouse et du houzi jouée par un orchestre. Le troisième jour, au lendemain du mariage, un déjeuner est préparé en honneur de la belle-famille.